# Războiul Irlandez de Independență
Războiul Irlandez de Independență (în irlandeză Cogadh na Saoirse) sau Războiul Anglo-Irlandez a fost un război de gherilă purtat în Irlanda între 1919 și 1921 între Armata Republicană Irlandeză⁠(d) (IRA, armata Republicii Irlandeze) și forțele britanice: Armata Britanică, împreună cu poliția (Royal Irish Constabulary⁠(d) —RIC) organizată cvasimilitar alături de forțele sale paramilitare Auxiliarii⁠(d) și Ulster Special Constabulary⁠(d) (USC). Conflictul s-a înscris în perioada revoluționară irlandeză⁠(d). Ca război de gherilă, conflictul nu a constat din campanii militare și bătălii în sens clasic, ci mai degrabă dintr-o serie de ambuscade organizate de IRA, atacuri care provocau poliției naționale pierderi, după care atacatorii se pierdeau între localnici. Atacurile au dus la retragerea poliției naționale din zonele rurale, și la ocuparea acestui vid de putere de către IRA, care a dat activiștilor spațiu să-și dezvolte un stat paralel.
În aprilie 1916, republicanii irlandezi⁠(d) au declanșat Rebeliunea de Paști împotriva dominației britanice și au proclamat Republica Irlandeză. Deși a fost învinsă după o săptămână de lupte, Revolta și, mai ales, felul în care guvernul britanic a reacționat la ea, au dus la creșterea sprijinului popular pentru independența Irlandei. La alegerile din decembrie 1918, partidul republican Sinn Féin a obținut o victorie zdrobitoare în Irlanda. Pe 21 ianuarie 1919, ei au format un guvern separatist⁠(d) (Dáil Éireann⁠(d)) care a proclamat independența Irlandei⁠(d). În acea zi, doi ofițeri RIC au fost uciși în ambuscada de la Soloheadbeg⁠(d) de către voluntarii IRA care acționau din proprie inițiativă. Conflictul s-a dezvoltat treptat. În cea mai mare parte a anului 1919, activitatea IRA a implicat capturarea de armament și eliberarea deținuților republicani, în timp ce Dáilul s-a apucat de construirea unui stat. În septembrie, guvernul britanic a interzis Dáilul în toată Irlanda, Sinn Féin a fost proclamat (interzis) în comitatul Cork și conflictul s-a intensificat. IRA a început să prindă în ambuscade patrulele RIC și ale armatei britanice, atacându-le cazărmile și obligând uneori chiar la abandonarea unor cazărmi mai izolate. Guvernul britanic a întărit RIC cu recruți din Regatul Unit — Black and Tans⁠(d) și Auxiliarii — care au devenit cunoscut pentru proasta disciplină și represaliile asupra civililor, dintre care unele au fost autorizate de guvernul britanic. Astfel, conflictul este uneori numit „Războiul Black and Tans”. Conflictul a implicat și nesupunere civilă, în special refuzul feroviarilor irlandezi de a transporta forțele britanice sau provizii militare.
La mijlocul anului 1920, republicanii au obținut controlul⁠(d) asupra majorității consiliilor de comitat, iar autoritatea britanică a dispărut în cea mai mare parte din sud și vest, forțând guvernul britanic să declare stare de urgență⁠(d). Aproximativ 300 de oameni fuseseră uciși până la sfârșitul anului 1920, dar conflictul a escaladat în noiembrie. În Duminica Sângeroasă de la Dublin, 21 noiembrie 1920, paisprezece agenți britanici de informații au fost asasinați; apoi RIC a tras în mulțime la un meci de fotbal irlandez, ucigând paisprezece civili și rănind șaizeci și cinci. O săptămână mai târziu, IRA a ucis șaptesprezece auxiliari în ambuscada de la Kilmichael⁠(d) din comitatul Cork. În decembrie, autoritățile britanice au declarat legea marțială în mare parte din sudul Irlandei, iar centrul orașului Cork a fost incendiat⁠(d) de forțele britanice ca represalii pentru o ambuscadă. Violențele au continuat să se escaladeze în următoarele șapte luni; 1.000 de oameni au fost uciși și 4.500 de republicani au fost internați. O mare parte din lupte auu avut loc în Munster⁠(d) (în special comitatul Cork), Dublin și Belfast, care împreună au înregistrat peste 75% din decesele din conflict.
Conflictul din nord-estul Ulsterului a avut un aspect sectar⁠(d). În timp ce minoritatea catolică de acolo susținea în cea mai mare parte independența Irlandei, majoritatea protestantă⁠(d) era în mare parte unionistă⁠(d) / loialistă⁠(d) . S-a format o poliție specială⁠(d) predominant protestantă, iar paramilitarii loialiști erau activi. Ei i-au atacat pe catolici ca represalii pentru acțiunile IRA, iar la Belfast a izbucnit un conflict sectar în care aproape 500 de oameni au fost uciși, majoritatea catolici. În mai 1921, Irlanda a fost divizată legal prin Legea Guvernului Irlandei, care a creat Irlanda de Nord.
În 1921, autoritățile britanice nu mai erau capabile din punct de vedere politic să guverneze țara, deși aveau capacitatea militară de a-și impune guvernarea. De cealaltă parte, rebelii irlandezi beneficiau de susținerea populației, dar ajunseseră aproape de capătul proviziilor. Așezate la masa tratativelor, cele două părți au convenit o încetare a focului⁠(d) de la 11 iulie 1921. Discuțiile de după încetarea focului au dus la semnarea Tratatului Anglo-Irlandez la 6 decembrie 1921. Aceasta a pus capăt dominației britanice în cea mai mare parte a Irlandei și, după o perioadă de tranziție de zece luni supravegheată de guvernul provizoriu⁠(d), Statul Liber Irlandez a fost creat ca dominion autonom pe 6 decembrie 1922. Irlanda de Nord a rămas în Regatul Unit. După încetarea focului, violențele din Belfast și luptele din zonele de graniță ale Irlandei de Nord au continuat, iar IRA a lansat ofensiva eșuată a Nordului în mai 1922. În iunie 1922, disensiunile din rândul republicani cu privire la Tratatul Anglo-Irlandez a dus la Războiul Civil Irlandez care a durat unsprezece luni. Statul Liber Irlandez a acordat 62.868 de medalii pentru serviciul în timpul Războiului de Independență, dintre care 15.224 au fost acordate luptătorilor IRA din coloanelor zburătoare⁠(d).

## Originile conflictului

### Criza Autonomiei
Începând cu anii 1870, naționaliștii irlandezi⁠(d) din Partidul Parlamentar Irlandez⁠(d) (IPP) au cerut de la Regatul Unit autoguvernare⁠(d), fără a exclude o eventuală independență completă. Organizații marginale, cum ar fi Sinn Féin al lui Arthur Griffith⁠(d), susțineau în schimb o anumită formă de independență imediată a Irlandei, dar erau într-o minoritate  restrânsă.
Guvernul britanic a dat în cele din urmă curs cererilor de autonomie în 1912, ceea ce a declanșat o criză prelungită⁠(d) în Regatul Unit, deoarece unioniștii⁠(d) din Ulster au format o organizație armată – Voluntarii din Ulster⁠(d) (UVF) – pentru a se opune acestei măsuri de devoluție, cel puțin pe teritoriul pe care îl puteau ei controla. La rândul lor, naționaliștii și-au format propria lor organizație paramilitară, Irish Volunteers⁠(d).
Parlamentul britanic a adoptat Legea Guvernării Irlandei din 1914, cunoscută sub numele de Legea Autonomiei, la 18 septembrie 1914, cu un amendament ce prevedea divizarea Irlandei, introdus de parlamentarii unioniști din Ulster⁠(d), dar punerea în aplicare a legii a fost imediat amânată prin Legea de Suspendare din 1914⁠(d) din cauza izbucnirii Primului Război Mondial în luna precedentă. Majoritatea naționaliștilor i-au urmat pe liderii lor din IPP și au ascultat apelul lui John Redmond⁠(d) de a sprijini Regatul Unit și efortul de război aliat în regimentele irlandeze⁠(d) ale Noii Armate Britanice⁠(d), intenția fiind de a asigura începutul autoguvernării după război. Cu toate acestea, o minoritate semnificativă a voluntarilor irlandezi s-a opus implicării Irlandei⁠(d) în război. Mișcarea de voluntari s-a împărțit, o majoritate plecând pentru a forma Voluntarii Naționali⁠(d) sub comanda lui Redmond. Voluntarii irlandezi rămași, sub conducerea lui Eoin MacNeill⁠(d), au susținut că vor menține organizația până când se va acordată autonomia. În cadrul acestei mișcări de voluntari, o altă facțiune, condusă de Frăția Republicană Irlandeză⁠(d) separatistă, a început să se pregătească pentru o revoltă împotriva dominației britanice în Irlanda.

### Rebeliunea de Paști
Planul de răscoală a fost pus în aplicare în Rebeliunea de Paști din 1916, în care Voluntarii au lansat o insurecție al cărei scop a fost să pună capăt dominației britanice. Insurgenții au emis Proclamația Republicii Irlandeze, declarând independența Irlandei ca republică. Rebeliunea, în care au murit puțin mai mult de patru sute de oameni, a fost limitată aproape exclusiv la orașul Dublin și a fost înăbușită în decurs de o săptămână. Britanicii însă au reacționat foarte dur: liderii insurecției au fost judecați în curți marțiale, condamnați la moarte și executați la scurt timp; și mii de activiști naționaliști au fost arestați. Toate acestea au galvanizat sprijinul societății irlandeze în favoarea partidului separatist Sinn Féin – partidul pe care republicanii l-au adoptat mai întâi și apoi l-au preluat. Lor li s-au alăturat și adepți ai contesei Markievicz, care fusese comandantul secund al Armatei Cetățenilor Irlandezi în timpul Rebeliunii. Execuția de către britanici a liderilor Rebeliunii a sporit și sprijinul în Irlanda atât pentru o revoltă violentă pentru a obține independența față de dominația britanică, cât și pentru o republică irlandeză independentă. Acest sprijin a fost întărit și mai mult de decizia guvernului britanic de a menține legea marțială în Irlanda până în noiembrie 1916, de arestarea criticilor irlandezi ai politicilor guvernamentale și de extinderea în Irlanda a posibilității recrutării în serviciu militar obligatoriu.

### Primul Dáil

Rezultatul alegerilor generale din 1918 în Irlanda

În aprilie 1918, în fața crizei cauzate de ofensiva germană de primăvară, cabinetul britanic a încercat, printr-o politică duplicitară, să lege simultan punerea în vigoare a recrutării în Irlanda cu punerea în aplicare a autonomiei, așa cum se subliniază în raportul Convenției Irlandeze din 8 aprilie 1918. Aceasta i-a îndepărtat și mai mult pe naționaliștii irlandezi și a produs demonstrații în masă în timpul crizei recrutării din 1918⁠(d). La alegerile generale din 1918, alegătorii irlandezi și-au arătat dezaprobarea față de politica britanicilor, dând partidului Sinn Féin 70% (73 de locuri din 105) din locurile de Parlament alocate Irlandei, 25 dintre acestea fără adversar. Sinn Féin a câștigat 91% din locurile în afara Ulsterului cu 46,9% din voturile exprimate, dar a fost în minoritate în Ulster, unde unioniștii erau majoritari. Sinn Féin s-a angajat să nu își ia locurile în parlamentul britanic de la Westminster, ci mai degrabă să înființeze un parlament irlandez. Acest parlament, cunoscut sub numele de Primul Dáil⁠(d), și guvernul format de el, numit Aireacht⁠(d), format numai din membri Sinn Féin, s-au întrunit la Mansion House⁠(d) la 21 ianuarie 1919. Dáilul a reafirmat proclamația de independență din 1916 și a emis un mesaj către Națiunile Libere ale Lumii⁠(d), în care a afirmat că este o „stare de război existentă, între Irlanda și Anglia”. Voluntarii Irlandezi au fost reconstituiți ca „Armata Republicană Irlandeză⁠(d)” sau IRA. IRA a fost percepută de unii membri ai Dáil Éireann⁠(d) ca având un mandat de a lupta împotriva administrației britanice de la Castelul Dublin⁠(d).

## Evacuarea postbelică a forțelor britanice

### Britanicii

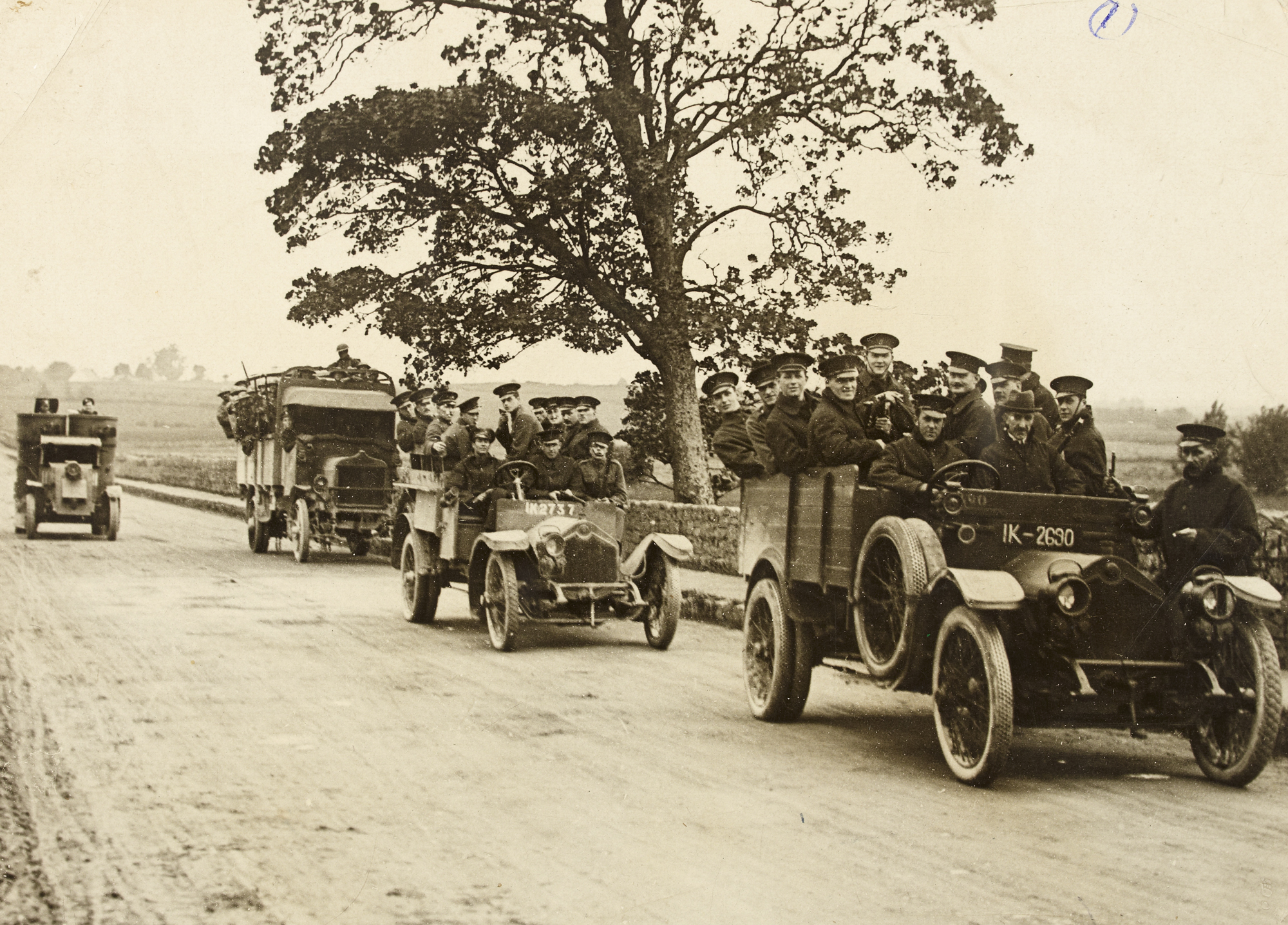
RIC și personal al armatei britanice lângă Limerick, c.1920

Inima puterii britanice în Irlanda era administrația de la Castelul Dublin, adesea cunoscută de irlandezi drept „Castelul”. Șeful administrației Castelului era lordul locotenent⁠(d), față de care era responsabil un secretar șef⁠(d), conducând – după cum se exprima istoricul britanic Peter Cottrell⁠(d) – o „administrație renumită pentru incompetența și ineficiența sa”. Irlanda era împărțită în trei districte militare. În timpul războiului, două divizii ale armatei britanice, diviziile a cincea și a șasea, își aveau sediul în Irlanda, la Curragh⁠(d) și Cork. Până în iulie 1921, în Irlanda aveau să fie masați 50.000 de soldați britanici; prin contrast, în Marea Britanie rămăseseră doar 14.000 de soldați. Armata britanică era în mare măsură dependentă de recrutarea din rândurile irlandezilor, și îngrijorarea față de loialitățile divizate a dus la redistribuirea din 1919 a tuturor regimentelor obișnuite formate din irlandezi în garnizoane în afara Irlandei.
Cele două forțe de poliție principale din Irlanda erau Royal Irish Constabulary⁠(d) (RIC) și Poliția Metropolitană din Dublin⁠(d). Din cei 17.000 de polițiști din Irlanda, 513 au fost uciși de IRA între 1919 și 1921, în timp ce 682 au fost răniți. Dintre ofițerii superiori ai RIC, 60% erau protestanți irlandezi, dar restul erau catolici, în timp ce 70% din rândul personalului RIC erau irlandezi catolici, restul protestanți. RIC era o organizație instruită pentru munca de poliție, nu pentru război, și era extrem de slab pregătită pentru a-și asuma sarcini contra insurgenței. Până în martie 1920, Londra a considerat că tulburările din Irlanda sunt în primul rând o problemă de poliție și nu a considerat-o un război. Scopul Armatei era să sprijine poliția. În timpul războiului, aproximativ un sfert din Irlanda era supusă legii marțiale, mai ales în Munster; în restul țării, autoritatea britanică nu a fost considerată suficient de amenințată pentru a justifica acest lucru. Britanicii au creat două forțe de poliție paramilitare pentru a completa activitatea RIC, recrutate în mare parte dintre veteranii din Primul Război Mondial, și anume Conetabilii Temporari (mai bine cunoscuți sub numele de „Black and Tans⁠(d)”) și cadeții temporari sau Divizia Auxiliară⁠(d).

### Republicanii irlandezi

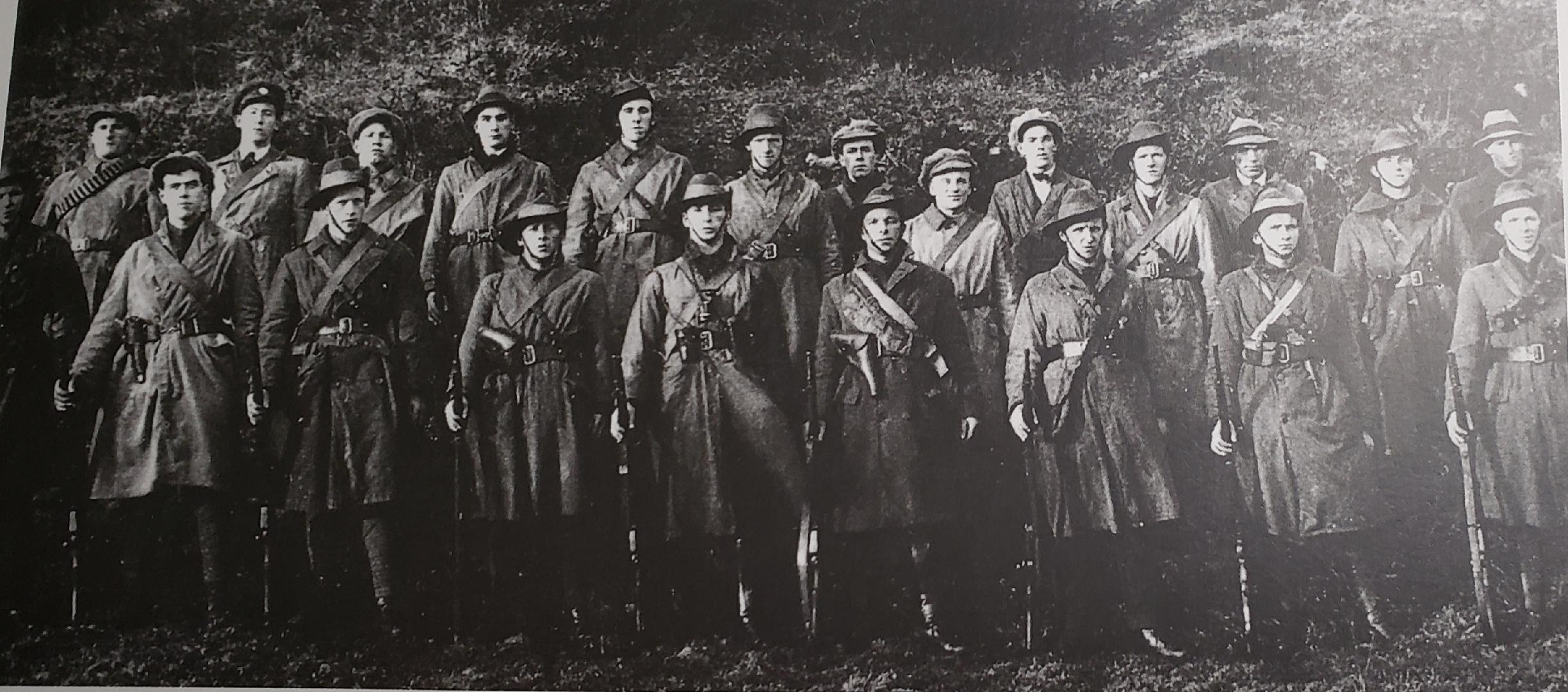
West Connemara IRA

Voluntarii Irlandezi se formaseră la 25 noiembrie 1913 sub comanda lui Eoin MacNeill ca răspuns la Forța paramilitară de Voluntari din Ulster (UVF) care fusese fondată la începutul anului pentru a lupta împotriva autonomiei. Tot în 1913, a fost înființată Armata Cetățenească Irlandeză de către sindicaliștii și socialiștii James Larkin⁠(d) și James Connolly,⁠(d) în urma unei serii de incidente violente între sindicaliști și poliția din Dublin în lockoutul din Dublin⁠(d). În iunie 1914, liderul naționalist John Redmond i-a obligat pe Voluntari să acorde candidaților săi o majoritate în comitetul de guvernământ. Când, în septembrie 1914, Redmond i-a încurajat pe voluntari să se înroleze în armata britanică, o facțiune condusă de Eoin MacNeill s-a despărțit de redmondiți, care au devenit cunoscuți ca Voluntarii Naționali, refuzând să lupte pentru Marea Britanie în război. Mulți dintre voluntarii naționali s-au înrolat, iar majoritatea celor din Divizia a 16-a (irlandeză) a Armatei Britanice serviseră anterior la Voluntarii Naționali. Voluntarii Irlandezi și Armata Cetățenească Irlandeză au declanșat Rebeliunea de Paști împotriva dominației britanice în 1916, când a fost proclamată Republica Irlandeză. După aceea, ei au devenit cunoscuți ca Armata Republicană Irlandeză (IRA). Între 1919 și 1921, IRA a pretins că are o forță totală de 70.000 de oameni, dar doar aproximativ 3.000 erau implicați activ în lupta împotriva Coroanei. IRA nu avea încredere în acei irlandezi care luptaseră în Armata Britanică în timpul Primului Război Mondial, dar au existat excepții, precum Emmet Dalton⁠(d), Tom Barry⁠(d) și Martin Doyle⁠(d). Structura de bază a IRA era așa-numita „coloană zburătoare” care putea număra între 20 și 100 de oameni. În cele din urmă, Michael Collins a creat „Brigada⁠(d)” – oameni înarmați responsabili față de el personal, cărora li s-au atribuit sarcini speciale, cum ar fi asasinarea polițiștilor și a presupușilor informatori din cadrul IRA.

## Cursul războiului

### Violențele dinainte de război
Anii dintre Rebeliunea de Paști din 1916 și începutul Războiului de Independență din 1919 nu au fost lipsiți de vărsare de sânge. Thomas Ashe⁠(d), unul dintre liderii voluntari încarcerați pentru rolul său în rebeliunea din 1916, a murit în greva foamei, după o încercare de hrănire forțată în 1917. În 1918, în timpul tulburărilor apărute în urma campaniei anti-recrutare, șase civili au murit în confruntări cu poliția și armata britanică și peste 1.000 de persoane au fost arestate. Au existat și raiduri de furt de arme efectuate de Voluntari, cel puțin o împușcare a unui polițist al Royal Irish Constabulary (RIC) și incendierea unei cazărmi RIC din Kerry. Atacurile au adus o prezență militară britanică din vara lui 1918, care a înăbușit doar pentru scurt timp violențele, și la o îndesire a raidurilor poliției. Cu toate acestea, nu exista încă o campanie armată coordonată împotriva forțelor britanice sau a RIC. În comitatul Cork, patru puști au fost furate din cazarma Eyeries în martie 1918, iar oameni din cazărmi au fost bătuți în august. La începutul lunii iulie 1918, Voluntarii au prins într-o ambuscadă doi polițiști din RIC care fuseseră trimiși să oprească un Feis⁠(d) ce se ținea pe drumul dintre Ballingeary⁠(d) și Ballyvourney⁠(d) în primul atac armat împotriva RIC de la Rebeliunea de Paști — unul a fost împușcat în gât, celălalt bătut, iar carabinele și muniția poliției au fost furate. Patrule din Bantry⁠(d) și Ballyvourney au fost bătute în septembrie și octombrie. În noiembrie 1918, Ziua Armistițiului⁠(d) a fost marcată de revolte dure în Dublin, care au lăsat peste 100 de soldați britanici răniți.

### Ostilitățile inițiale

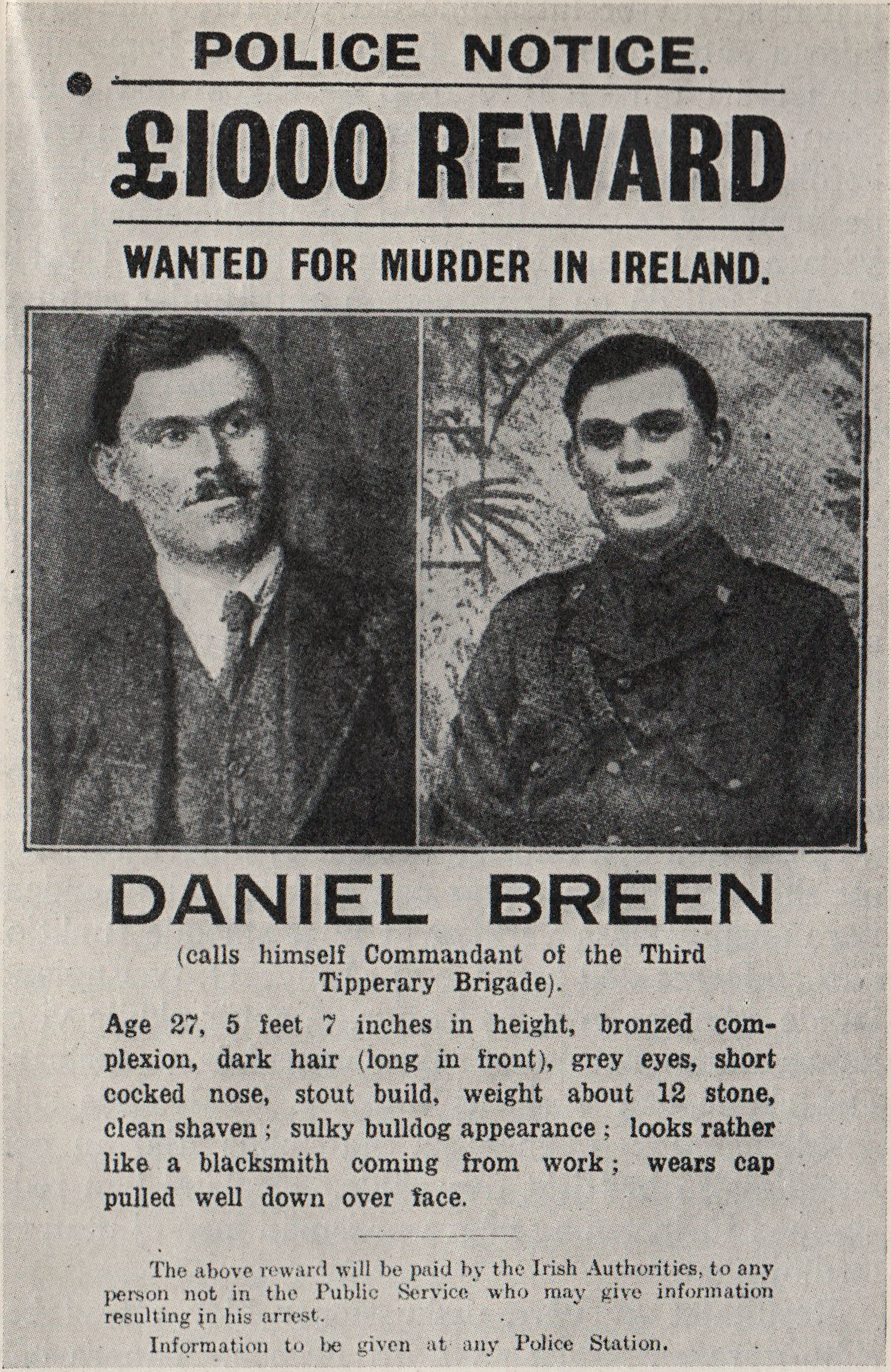
Afiș al poliției pentru căutarea lui, unul dintre cei implicați în în 1919.

Deși nu era clar la începutul anului 1919 că Dáilul intenționează vreodată să obțină independența prin mijloace militare, iar în manifestul Sinn Féin din 1918⁠(d) nu existau amenințări explicite cu războiul, la 21 ianuarie 1919, în aceeași zi cu întrunirea Primului Dáil, a avut loc un incident. Ambuscada de la Soloheadbeg⁠(d), din comitatul Tipperary, a fost condusă de Seán Treacy, Séumas Robinson⁠(d), Seán Hogan⁠(d) și Dan Breen⁠(d), acționând din proprie inițiativă. IRA a atacat și împușcat doi ofițeri RIC, agenții James McDonnell și Patrick O'Connell, care transportau explozibili. Breen și-a amintit mai târziu:
„...am întreprins acțiunea deliberat, după ce ne-am gândit la chestiune și am discutat-o între noi. Treacy îmi spusese că singurul mod de a începe un război era să omorâm pe cineva, și vream să începem un război, așa că am vrut să omorâm pe unii din polițiști, pe care îi consideram prima și cea mai importantă ramură a forțelor inamice. Singurul regret pe care l-am avut în urma ambuscadei a fost că erau doar doi polițiști în ea, în loc de cei șase pe care îi așteptam.”
Acesta este considerat începutul Războiului de Independență. Două zile mai târziu, guvernul britanic a declarat South Tipperary zonă militară specială în temeiul Legii de apărare a țării. Războiul nu a fost declarat oficial de către Dáil și s-a desfășurat paralel cu viața politică a Dáilului. La 10 aprilie 1919, Dáilului i s-a spus:
„În ce privește prizonierii republicani, trebuie să ne amintim mereu că această țară este în război cu Anglia și deci, într-un sens, trebuie să-i privim ca victime necesare în marea luptă.”
În ianuarie 1921, la doi ani după începerea războiului, Dáilul a dezbătut „dacă era fezabil să se accepte în mod oficial o stare de război care le era impusă” și a decis să nu declare război. Apoi, pe 11 martie, președintele Dáil Éireann, Éamon de Valera, a cerut acceptarea unei „stări de război cu Anglia”. Dailul a votat în unanimitate pentru a-l împuternici să declare război oricând consideră de cuviință, dar el nu a făcut-o oficial.

### Răspândirea violențelor

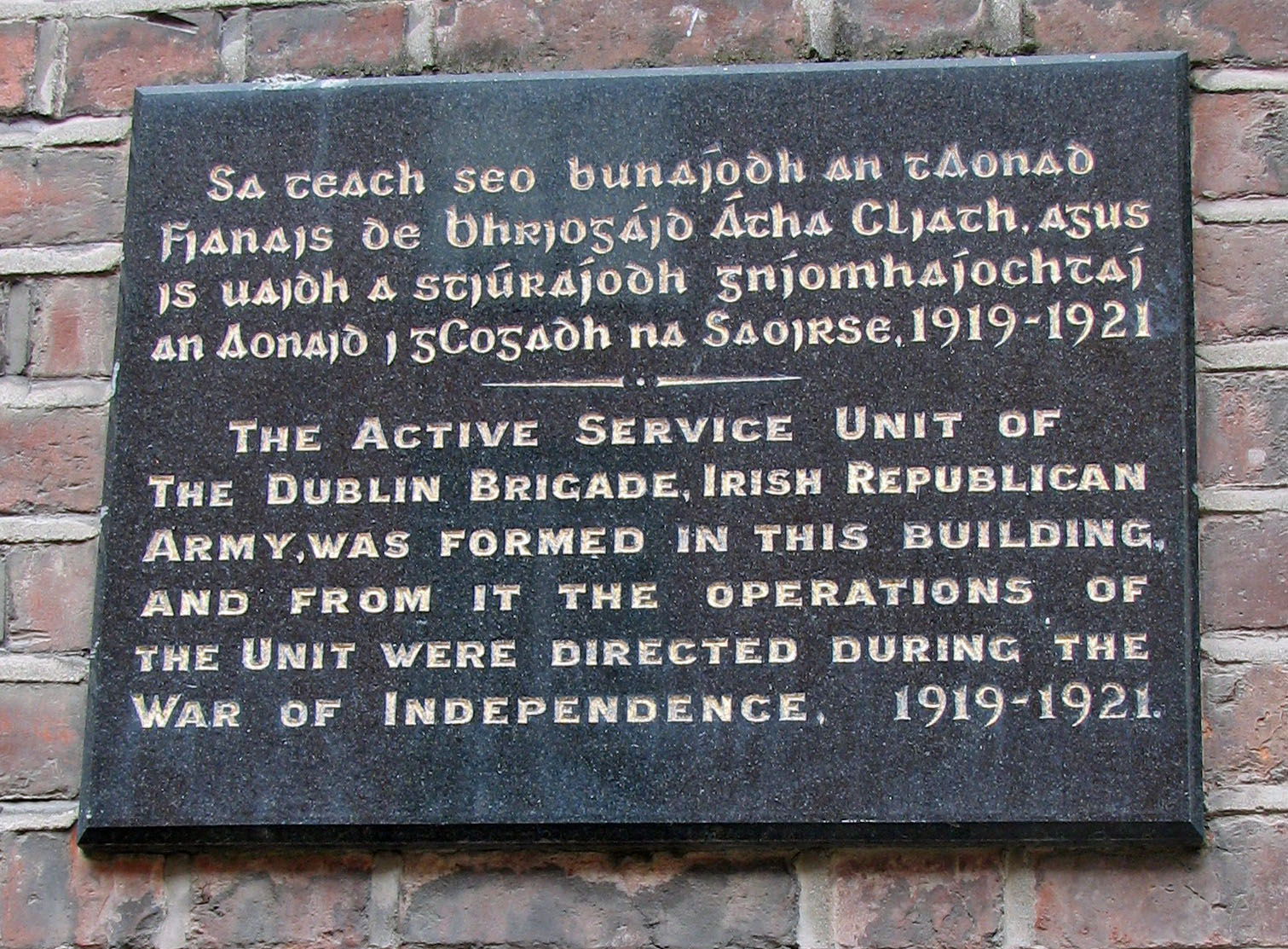
Plachetă pe un zid din Great Denmark Street, Dublin, unde a fost fondată Dublin IRA Active Service Unit.

Voluntarii au început să atace proprietățile guvernului britanic, să efectueze raiduri pentru arme și fonduri și să atace și să omoare membri marcanți ai administrației britanice. Primul a fost magistratul rezident John C. Milling, care a fost împușcat în Westport, comitatul Mayo⁠(d), pentru că a trimis voluntari la închisoare pentru adunare neautorizată. Ei au imitat tacticile de raidurilor violente rapide ale burilor fără uniformă. Deși unii lideri republicani, în special Éamon de Valera, favorizau războiul convențional clasic pentru a legitima noua republică în ochii lumii, Collins, care avea mai multă experiență practică, și conducerea mai largă a IRA s-au opus acestor tactici, deoarece ele duseseră la dezastrul militar din 1916. Alții, în special Arthur Griffith, preferau mai degrabă o campanie de nesupunere civilă decât lupta armată.

În prima parte a conflictului, aproximativ din 1919 până la mijlocul anului 1920, au existat violențe relativ reduse. O mare parte din campania naționalistă implica mobilizarea populară și crearea unui „stat în cadrul unui stat” republican în opoziție cu stăpânirea britanică. Jurnalistul britanic Robert Lynd⁠(d) a scris în The Daily News⁠(d) în iulie 1920 că:
„În ce privește masa populară, politica zilei nu este activă, ci pasivă. Politica lor nu este atât de mult să atace guvernul, cât să-l ignore și să-și construiască un nou guvern paralel.”

### Royal Irish Constabulary(RIC) ca țintă specială

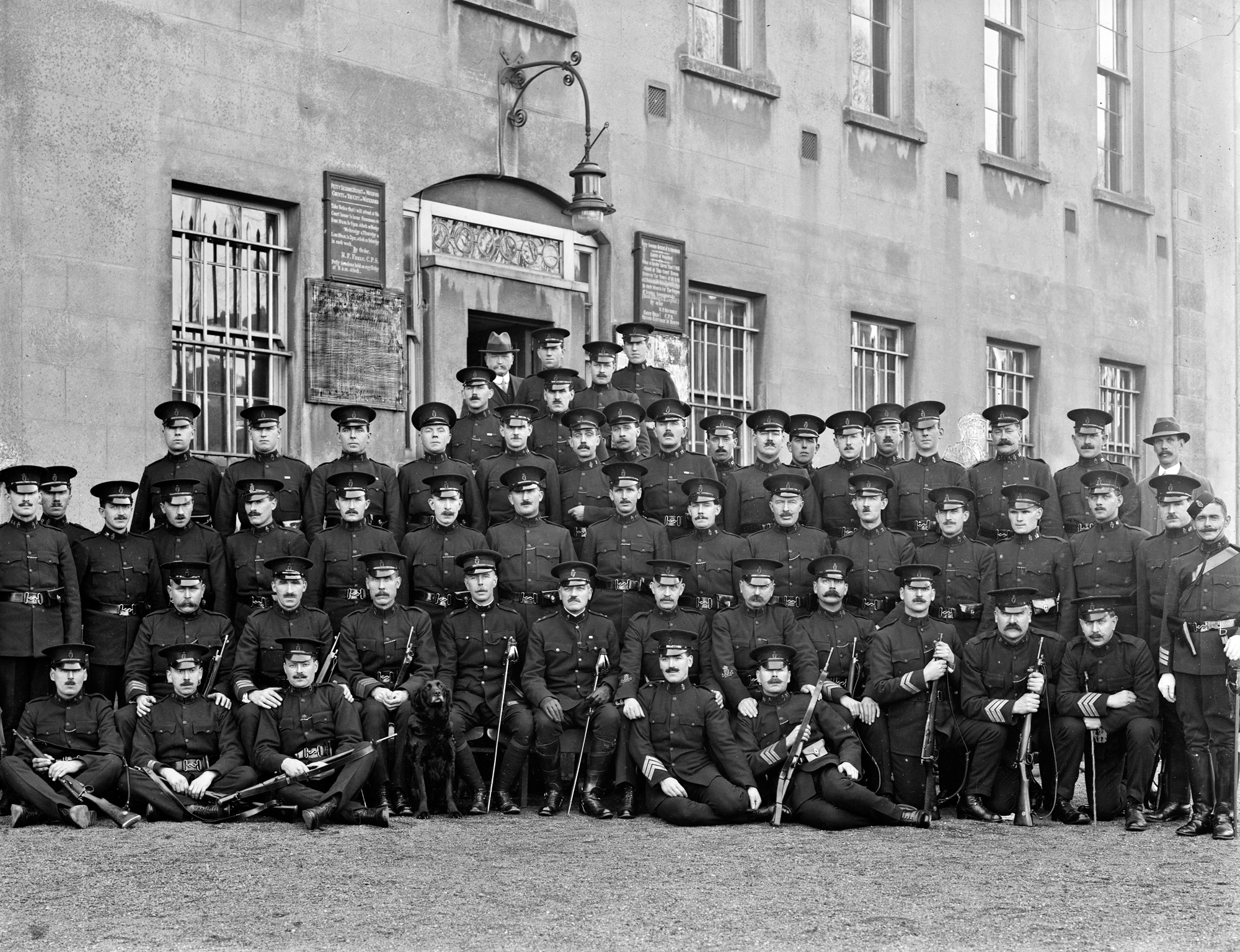
Un grup de ofițeri RIC în 1917

Principala țintă a IRA pe tot parcursul conflictului a fost, în principal, Royal Irish Constabulary (RIC), forța de poliție armată a guvernului britanic din Irlanda, formată din catolici irlandezi, și mai ales prezența ei în afara Dublinului. Membrii și cazărmile sale (în special cele mai izolate) erau vulnerabile și erau o sursă de arme atât de necesare. RIC număra 9.700 de oameni staționați în 1.500 de cazărmi în toată Irlanda.
Dáilul a anunțat o politică de ostracizare a celor care activează în RIC la 11 aprilie 1919. Aceasta s-a dovedit a avea succes în demoralizarea forței pe măsură ce războiul a continuat, și oamenii se îndepărtau de la o forță din ce în ce mai compromisă de asocierea cu represiunea guvernului britanic. Rata demisiilor a crescut, iar recrutarea în Irlanda a scăzut dramatic. Adesea, RIC a fost obligat să recurgă la achiziții de alimente sub amenințarea armei, deoarece magazinele și alte afaceri refuzau să îi servească. Unii oameni din RIC au cooperat cu IRA de frică sau din simpatie secretă, furnizând organizației informații valoroase. Spre deosebire de eficacitatea boicotului public al poliției, acțiunile militare desfășurate de IRA împotriva RIC în acest moment erau relativ limitate. În 1919, 11 oameni RIC și 4 detectivi din Divizia G⁠(d) a Poliției Metropolitane din Dublin au fost uciși și alți 20 de oameni din RIC au fost răniți.
Alte aspecte ale participării maselor la conflict au fost grevele muncitorilor organizați, în opoziție cu prezența britanică în Irlanda. În Limerick, în aprilie 1919, a fost convocată o grevă generală de către Limerick Trades and Labor Council, ca protest împotriva declarării unei „zone militare speciale” în temeiul Legii privind apărarea țării, care acoperea cea mai mare parte a orașului Limerick și o parte din comitat. Acum erau necesare permise speciale, care urmau să fie eliberate de RIC, pentru a intra în oraș. Comitetul special de grevă al Trades Council a controlat orașul timp de paisprezece zile într-un episod cunoscut sub numele de Sovietul de la Limerick⁠(d).
Similar, în mai 1920, docherii din Dublin au refuzat să se ocupe de orice material de război și li s-a alăturat curând Sindicatul Irlandez al Transporturilor și Muncitorilor Generali, care a interzis conductorilor de cale ferată să transporte membri ai forțelor britanice. Au fost aduși conductori de tren din Anglia, după ce cei locali au refuzat să transporte trupe britanice. Greva a împiedicat mult mișcările trupelor britanice până în decembrie 1920, când a fost oprită. Guvernul britanic a reușit să pună capăt situației, când a amenințat că va reține subvențiile de la companiile de căi ferate, ceea ce ar fi însemnat că muncitorii nu ar mai fi fost plătiți. De asemenea, atacurile IRA au crescut constant și, la începutul anului 1920, ei atacau posturile izolate RIC din zonele rurale, obligând RIC să le abandoneze pe măsură ce poliția se retrăgea din zona rurală spre orașele mai mari.

### Disoluția administrației britanice
La începutul lui aprilie 1920, 400 de cazărmi abandonate ale RIC au fost arse din temelii pentru a împiedica utilizarea lor din nou, împreună cu aproape o sută de birouri de colectare a impozitelor. RIC s-a retras din mare parte din mediul rural, lăsându-l în mâinile IRA. În iunie-iulie 1920, în tot sudul și vestul Irlandei, tribunalele temporare cu asizi⁠(d) nu s-au putut constitui; procesele cu jurați nu au putut fi ținute, deoarece jurații nu participau. Prăbușirea sistemului judiciar a demoralizat RIC și mulți polițiști au demisionat sau s-au pensionat. Între aprilie și iunie 1920, a fost înființată Poliția Republicană Irlandeză⁠(d) (IRP), sub autoritatea Dáil Éireann⁠(d) și sub conducerea fostului șef de stat major al IRA, Cathal Brugha⁠(d), pentru a înlocui RIC și pentru a pune în aplicare hotărârea Curților Dáilului⁠(d), înființate sub Republica Irlandeză. Până în 1920, IRP avea prezență în 21 din cele 32 de comitate ale Irlandei. Curțile Dáilului erau în general conservatoare din punct de vedere social, în ciuda originilor lor revoluționare, și au oprit încercările unor fermieri fără pământ de a redistribui pământul de la proprietarii de pământ mai bogați la fermierii mai săraci.
Inland Revenue⁠(d) a încetat să mai funcționeze în cea mai mare parte a Irlandei. Localnicii au fost în schimb încurajați să se aboneze la „creditul național” al lui Collins, înființat pentru a strânge fonduri pentru tânărul guvern și armata sa. Până la sfârșitul anului, creditul ajunsese la 358.000 de lire sterline. În cele din urmă, a ajuns la 380.000 de lire sterline. O sumă și mai mare, însumând peste 5 milioane de dolari, a fost strânsă în Statele Unite de irlandezii americani și trimis în Irlanda pentru a finanța Republica. Încă se plăteau taxe de proprietate consiliilor locale, dar nouă din unsprezece dintre acestea din urmă erau controlate de Sinn Féin, care a refuzat să le transmită guvernului britanic. Până la mijlocul anului 1920, Republica Irlandeză era deja o realitate în viața multor oameni, impunându-și propria lege, menținându-și propriile forțe armate și colectând propriile taxe. Ziarul liberal britanic The Nation⁠(d) scria în august 1920 că „faptul central al situației actuale din Irlanda este că Republica Irlandeză există”.
Încercând să-și reafirme controlul asupra țării, forțele britanice au recurs adesea la represalii arbitrare împotriva activiștilor republicani și a populației civile. O politică guvernamentală neoficială de represalii a început în 1919 în Fermoy⁠(d), comitatul Cork, când 200 de soldați ai regimentul regal de infanterie ușoară Shropshire⁠(d) a jefuit și a incendiat principalele afaceri din oraș pe 8 septembrie, după ce un membru al regimentului lor — care a fost primul soldat al armatei britanice mort în război — a fost ucis într-un raid armat de către voluntari locali IRA la o paradă la biserică cu o zi înainte (7 septembrie). Ambuscada a fost organizată de membri ai unei unități a Brigăzii nr. 2 Cork sub comanda lui Liam Lynch⁠(d), care a rănit și patru soldați britanici și i-a dezarmat pe ceilalți înainte de a fugi cu mașinile lor. La procedura de inquest, medicul legist local a refuzat să dea verdictul de crimă asupra soldatului, iar oamenii de afaceri locali care făcuseră parte din juriu au fost vizați de represalii.
Arthur Griffith a estimat că în primele 18 luni de conflict, forțele britanice au efectuat 38.720 de raiduri în case private, au arestat 4.982 de suspecți, au comis 1.604 atacuri armate, au efectuat 102 trageri fără discriminare și incendieri în orașe și sate și au ucis 77 de persoane, inclusiv femei și copii. În martie 1920, Tomás Mac Curtain⁠(d), primarul Corkului⁠(d) din partea partidului Sinn Féin, a fost împușcat de față cu soția sa la el acasă, de către bărbați cu fețele înnegrite, care au fost văzuți întorcându-se apoi la cazarma poliției locale. Juriul de la inquestul cu privire la moartea lui a dat un verdict de omucidere cu intenție, învinuiți fiind, printre alții, David Lloyd George (prim-ministrul britanic) și inspectorul districtual Swanzy. Swanzy a fost mai târziu urmărit și omorât în Lisburn, comitatul Antrim. Acest tipar de ucideri și represalii a escaladat în a doua jumătate a anului 1920 și în 1921.

### Organizarea și operațiunile IRA

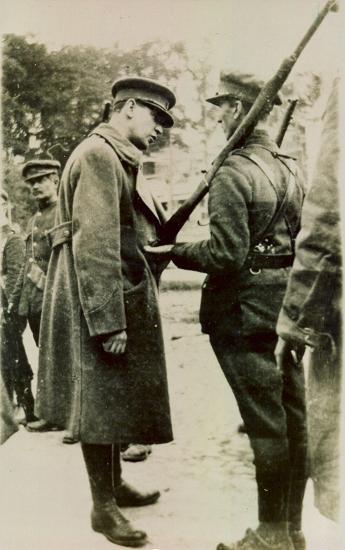
Michael Collins

Collins a fost o forță motrice din spatele mișcării pentru independență. Oficial ministru al finanțelor⁠(d) în guvernul Republicii și director de informații al IRA, a fost implicat în furnizarea de fonduri și arme unităților IRA și în selecția ofițerilor. Carisma și capacitatea organizatorică ale lui Collins i-au galvanizat pe mulți dintre cei care au intrat în contact cu el. El a pus la punct ceea ce s-a dovedit a fi o eficientă rețea de spioni printre membrii Diviziei G a Poliției Metropolitane din Dublin și ai altor ramuri importante ale administrației britanice. Oamenii Diviziei G erau o diviziune politică relativ mică, activă în subminarea mișcării republicane. Erau detestați de IRA, deoarece erau adesea folosiți pentru identificarea voluntarilor, pe care soldații britanici și, mai târziu Black and Tans, nu aveau cum să-i cunoască. Collins a înființat „Brigada” (The Squad), un grup de oameni a cărui singură datorie era să caute și să omoare „G-men” și alți spioni și agenți britanici. Brigada lui Collins a început să omoare ofițeri de informații ai RIC în iulie 1919. IRA le-a oferit multora din Divizia G șansa de a demisiona sau de a părăsi Irlanda. Un spion care a scăpat cu viață a fost F. Digby Hardy⁠(d), care a fost demascat de Arthur Griffith înainte de o falsă întrunire „IRA”, care de fapt era formată din jurnaliști irlandezi și străini, și apoi a fost sfătuit să ia următorul vapor care pleca din Dublin.
Șeful Statului Major al IRA a fost Richard Mulcahy, care era responsabil cu organizarea și conducerea unităților IRA în întreaga țară. În teorie, atât Collins, cât și Mulcahy erau responsabili în fața lui Cathal Brugha, ministrul apărării în Dáil, dar, în practică, Brugha avea doar un rol de supervizare, recomandând sau obiectând la acțiuni specifice. O mare parte a depins și de liderii IRA din zonele locale (cum ar fi Liam Lynch, Tom Barry, Seán Moylan, Seán Mac Eoin și Ernie O'Malley) care au organizat activități de gherilă, în mare parte din proprie inițiativă. În cea mai mare parte a conflictului, activitatea IRA a fost concentrată în Munster⁠(d) și Dublin, cu unități izolate active ale IRA în altă parte, cum ar fi în comitatul Roscommon, în nordul comitatului Longford și în vestul comitatului Mayo.
Pe hârtie, numărul de membri al IRA, aduși de la Voluntarii Irlandezi, era de peste 100.000 de oameni, Collins estima că doar 15.000 au fost activi în IRA în timpul războiului, aproximativ 3.000 fiind în serviciu activ la orice moment dat. Au existat și organizații de sprijin, Cumann na mBan⁠(d) (grupul de femei IRA) și Fianna Éireann⁠(d) (mișcarea de tineret), care transportau arme și informații pentru oamenii din IRA și le asigurau hrană și cazare. IRA a beneficiat de ajutorul pe scară largă acordat acestora de către publicul irlandez larg, care în general a refuzat să transmită informații RIC și armatei britanice, și care a oferit adesea „case de siguranță⁠(d)” și provizii unităților IRA aflate „în fugă”.
O mare parte din popularitatea IRA a derivat din reacțiile excesive a forțelor britanice față de activitatea IRA. Când Éamon de Valera s-a întors din Statele Unite, el a cerut în Dáil ca IRA să renunțe la ambuscade și asasinate, care le permiteau britanicilor să-i prezinte drept grupare teroristă, și să lupte cu forțele britanice prin metode militare convenționale. Propunerea a fost imediat respinsă.

### Legea marțială

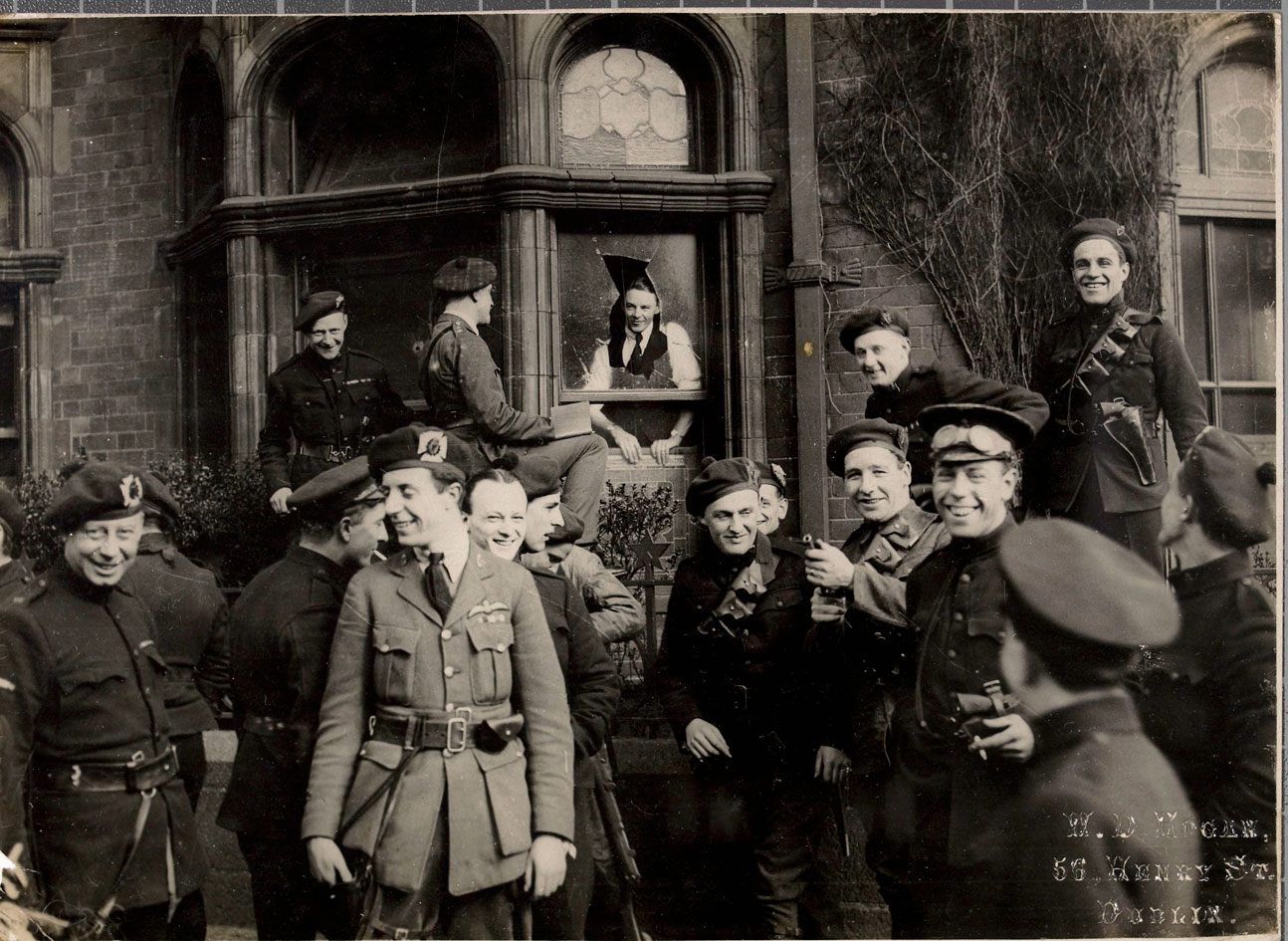
Un grup de „” și la Dublin, aprilie 1921

Britanicii au escaladat utilizarea forței; reticenți în a desfășura armata britanică regulată în număr mai mare în țară, ei au înființat două unități auxiliare de poliție pentru a consolida RIC. Primii dintre aceștia, care curând au fost porecliți Black and Tans („negrii și bronzații”), au fost șapte mii de soldați în principal foști combatanți britanici demobilizați după Primul Război Mondial. Destașați în Irlanda în martie 1920, cei mai mulți proveneau din orașe engleze și scoțiene. Deși oficial făceau parte din RIC, în realitate ei erau o forță paramilitară. După desfășurarea lor în martie 1920, ei și-au câștigat rapid o reputație de alcoolism și indisciplină. Experiența de război a celor mai mulți Black and Tans făcea să nu se potrivească pentru sarcinile de poliție, iar comportamentul lor violent i-a antagonizat pe mulți civili care până atunci fuseseră neutri.
Ca răspuns și ca represalii pentru acțiunile IRA, în vara anului 1920, Tans au incendiat și au jefuit numeroase sate și orășele din întreaga Irlandă, inclusiv Balbriggan⁠(d), Trim, Templemore⁠(d) și altele.
În iulie 1920, a sosit în Irlanda un alt corp de poliție cvasimilitar, Auxiliarii, format din 2.215 foști ofițeri ai armatei britanice. Auxiliarii aveau o reputație la fel de proastă ca și Tans, de maltratare a populației civile, dar aveau tendința de a fi mai eficienți și mai dispuși să se ia la luptă cu IRA. Politica de represalii, care implica denunțarea sau denunțarea publică însoțită de aprobarea în privat, a fost satirizată de Lord Hugh Cecil⁠(d) când a spus: „Se pare că suntem de acord că nu există represalii, dar că ele au un efect bun”.
La 9 august 1920, Parlamentul britanic a adoptat Legea privind restabilirea ordinii în Irlanda. Prin aceasta, a înlocuit procesele cu jurați⁠(d) cu curți marțiale prin reglementări valabile în acele zone în care activitatea IRA era predominantă.
La 10 decembrie 1920, legea marțială a fost proclamată în comitatele Cork, Kerry, Limerick și Tipperary din Munster; în ianuarie 1921, legea marțială a fost extinsă în restul Munsterului în comitatele Clare și Waterford, precum și în comitatele Kilkenny și Wexford în Leinster⁠(d).
S-au suspendat toate curțile legiștilor din cauza numărului mare de mandate emise pe numele membrilor forțelor britanice și le-a înlocuit cu niște „curți militare de anchetă”. Competențele curților marțiale militare au fost extinse pentru a acoperi întreaga populație și au fost împuternicite să folosească pedeapsa cu moartea și internarea fără proces; plățile guvernamentale către administrațiile locale controlate de Sinn Féin au fost suspendate. Această lege a fost interpretată de istorici ca o opțiune a prim-ministrului David Lloyd George de a înăbuși rebeliunea din Irlanda, în loc să negocieze cu conducerea republicană. Drept urmare, violența a escaladat constant din acea vară și apoi brusc după noiembrie 1920 până în iulie 1921. În această perioadă a izbucnit o revoltă în rândul trupelor Connaught Rangers, staționate în India. Doi oameni au fost uciși în timp ce încercau să ia cu asalt un arsenal, iar unul a fost executat ulterior.

### Escaladarea: octombrie-decembrie 1920

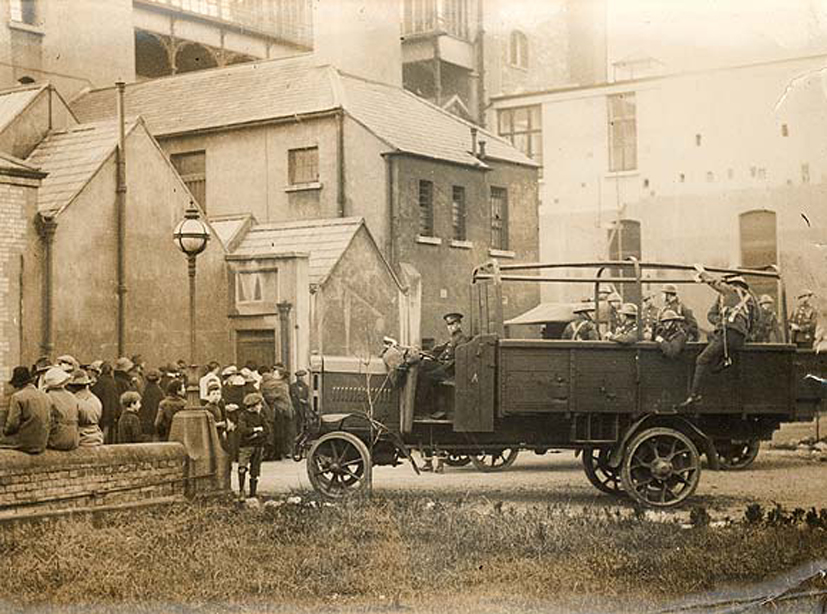
Soldații britanici și rudele victimelor lângă în timpul anchetei militare asupra împușcăturilor de Bloody Sunday din Croke Park

La sfârșitul anului 1920, conflictul a fost escaladat dramatic de o serie de evenimente. Mai întâi, primarul Corkului, Terence MacSwiney⁠(d), a murit în greva foamei în închisoarea Brixton⁠(d) din Londra, în octombrie, în timp ce alți doi deținuți IRA aflați în greva foamei, Joe Murphy și Michael Fitzgerald, au murit în închisoarea din Cork.
Duminică, 21 noiembrie 1920, a fost o zi de mare vărsare de sânge în Dublin, și a devenit cunoscută sub numele de Duminica Sângeroasă. Dimineața devreme, Brigada lui Collins a încercat să-i distrugă pe principalii agenți de informații britanici din capitală, în special banda Cairo⁠(d), omorând 16 oameni (inclusiv doi cadeți, un presupus informator și un posibil caz de identitate greșită) și rănind alți cinci. Atacurile au avut loc în diferite locuri (hoteluri și locuințe) din Dublin.
Ca răspuns, RIC a venit cu camioane în Croke Park (terenul de fotbal și hurling al GAA⁠(d) din Dublin) în timpul unui meci de fotbal irlandez, trăgând în mulțime. Paisprezece civili au fost uciși, inclusiv unul dintre jucători, Michael Hogan⁠(d), iar alte 65 de persoane au fost rănite. Mai târziu în acea zi, doi deținuți republicani, Dick McKee, Peadar Clancy și un prieten neasociat, Conor Clune, care fusese arestat împreună cu ei, au fost omorâți în Castelul Dublin. Raportul oficial a fost că cei trei au fost împușcați „în timp ce încercau să evadeze”, idee respinsă de naționaliștii irlandezi, care erau siguri că ei fuseseră torturați și apoi uciși.
La 28 noiembrie 1920, o săptămână mai târziu, unitatea West Cork a IRA, sub conducerea lui Tom Barry, a efecutat o ambuscadă împotriva unei patrule de auxiliari la Kilmichael, County Cork, omorându-i pe toți cei 18 oameni, cu excepția unuia.
Aceste acțiuni au marcat o escaladare semnificativă a conflictului. Ca răspuns, comitatele Cork, Kerry, Limerick și Tipperary – toate din provincia Munster – au fost supuse legii marțiale la 10 decembrie în temeiul Legii de restabilire a ordinii în Irlanda; aceasta a fost urmată la 5 ianuarie în restul Munsterului și în comitatele Kilkenny și Wexford din provincia Leinster. La scurt timp după aceea, în ianuarie 1921, britanicii au aprobat „represalii oficiale”, care au început cu incendierea a șapte case în Midleton, comitatul Cork. Chestionat în Camera Comunelor în iunie 1921, procurorul general al Irlandei⁠(d) Denis Henry a declarat că a fost informat de către comandantul-șef Nevil Macready⁠(d) că 191 de case au fost distruse în represalii oficiale în zonă în temeiul legii marțiale din luna ianuarie a acelui an. În decembrie 1920, Macready a informat Cabinetul Guvernului Britanic că guvernatorii militari din zonele legii marțiale au fost autorizați să efectueze represalii.

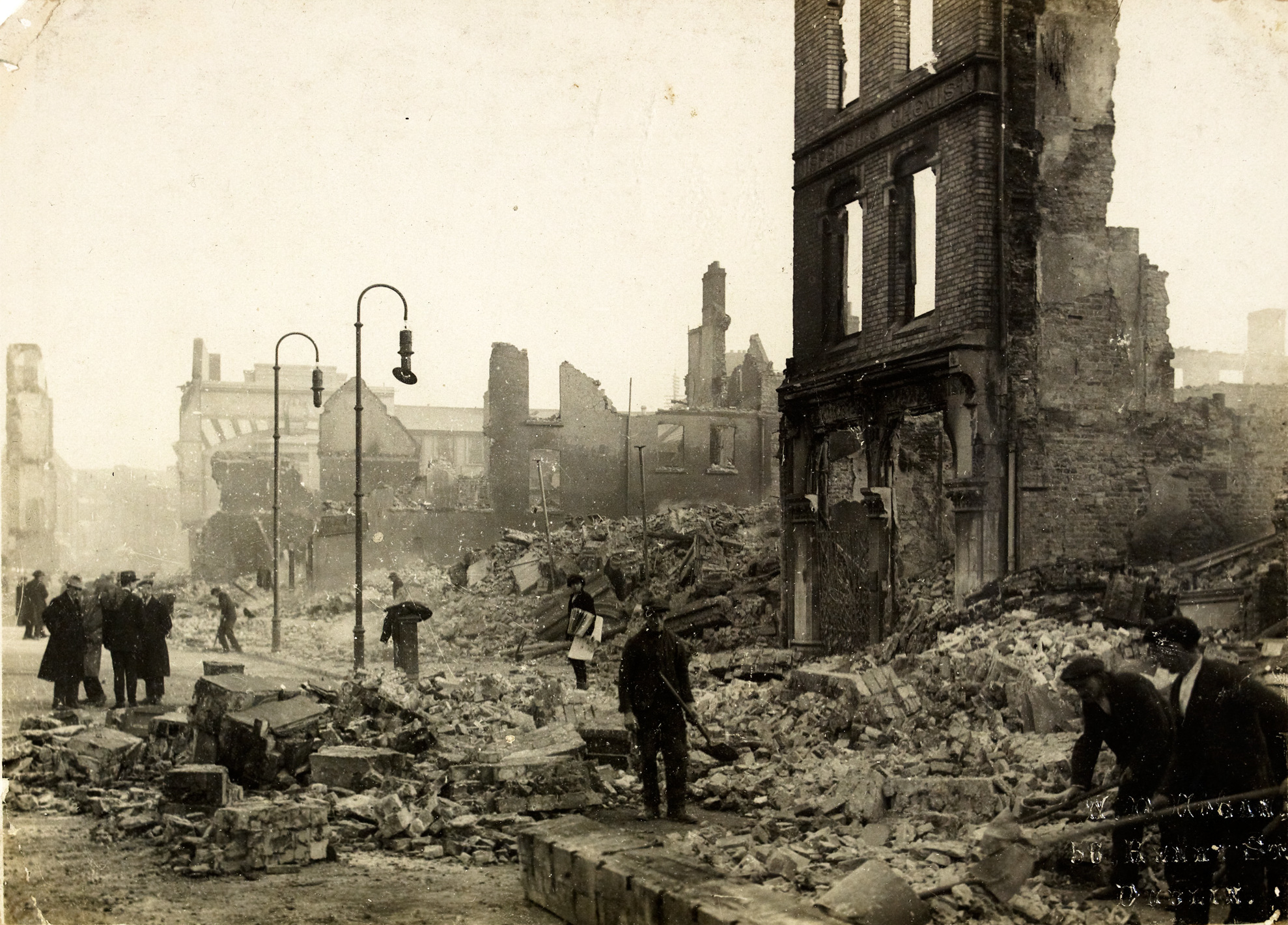
Consecințe ale arderii Corkului de către forțele britanice

Pe 11 decembrie, centrul orașului Cork a fost incendiat de Black and Tans, care apoi au tras în pompierii care încercau să stingă incendiul, ca represalii pentru o ambuscadă a IRA în oraș, în care muriseră un auxiliar și unsprezece fuseseră răniți în aceeași zi. În luna mai a acelui an, IRA a început o campanie de incendiere a unor case mari⁠(d) (conace rurale), dintre care 26 numai în Cork.
Tentativele de armistițiu din decembrie 1920 au fost deraiate de Hamar Greenwood⁠(d), care a insistat mai întâi ca IRA să predea armele.

### Apogeul violenței: decembrie 1920 – iulie 1921
De-a lungul următoarelor opt luni până la armistițiul din iulie 1921, s-a înregistrat o creștere în spirală a numărului de morți în conflict, 1000 de oameni, inclusiv polițisti RIC, militari, voluntari IRA și civili, fiind uciși doar în lunile dintre ianuarie și iulie 1921. Aceasta reprezintă circa 70% din totalul victimelor din toți cei trei ani de conflict. Mai mult, 4500 de membri ai IRA (sau persoane suspectate că simpatizează) au fost internate în lagăre în această perioadă. În mijlocul acestor violențe, de Valera (ca președinte al Dáil Éireannului⁠(d)) a recunoscut starea de război cu Marea Britanie în martie 1921.
Între 1 noiembrie 1920 și 7 iunie 1921, douăzeci și patru de oameni au fost executați de britanici. Primul voluntar IRA care a fost executat a fost Kevin Barry⁠(d), unul dintre cei zece uitați⁠(d), care au fost îngropați în morminte nemarcate în pământ nesfințit la închisoarea Mountjoy⁠(d) până în 2001.  La 1 februarie, a avut loc prima execuție conform legii marțiale a cuiva din IRA: Cornelius Murphy, din Millstreet din comitatul Cork, a fost împușcat în orașul Cork. Pe 28 februarie, au fost executați alți șase, tot la Cork.
La 19 martie 1921, unitatea IRA din West Cork, formată din 100 de oameni a lui Tom Barry, a luptat împotriva a 1.200 de soldați britanici – Ambuscada de la Crossbarry⁠(d). Oamenii lui Barry au evitat la limită să fie prinși de coloanele britanice convergente și au provocat între zece și treizeci de morți în tabăra britanică. Doar două zile mai târziu, pe 21 martie, IRA din Kerry a atacat un tren⁠(d) la nodul Headford, lângă Killarney⁠(d). Douăzeci de soldați britanici au fost omorâți sau răniți, precum și doi din IRA și trei civili. Majoritatea acțiunilor din război au fost la o scară mai mică decât aceasta, dar IRA a avut și alte victorii semnificative în ambuscade, de exemplu la Millstreet din Cork și la Scramogue⁠(d) din Roscommon, tot în martie 1921 și la Tourmakeady⁠(d) și Carowkennedy⁠(d) în Mayo în mai și iunie. Totuși, la fel de frecvente au fost ambuscadele eșuate, dintre care cele mai grave, de exemplu la Mourneabbey⁠(d), Upton⁠(d) și Clonmult⁠(d) din Cork în februarie 1921, au fost uciși șase, trei și, respectiv, doisprezece oameni din IRA, și mai mulți au fost capturați. IRA din Mayo a suferit o pierdere comparabilă la Kilmeena⁠(d), în timp ce coloana zburătoare din Leitrim a fost aproape distrusă la Selton Hill⁠(d). Temerile de informatori după astfel de ambuscade eșuate au dus adesea la o serie de împușcări de către IRA ale informatorilor, reali și imaginari.
Cea mai mare pierdere pentru IRA s-a înregistrat însă la Dublin. La 25 mai 1921, câteva sute de oameni din IRA din Brigada Dublinului au ocupat și ars Vama⁠(d) (centrul guvernului local din Irlanda) din centrul orașului Dublin. Rolul simbolic al atacului a fost de a arăta că dominația britanică în Irlanda nu mai putea continua. Totuși, din punct de vedere militar, a fost o înfrângere grea în care cinci oameni din IRA au fost uciși și peste optzeci capturați. Aceasta a arătat că IRA nu era suficient de bine echipată sau instruită pentru a se lupta într-o manieră convențională cu forțele britanice. Cu toate acestea, așa cum se pretinde uneori, IRA din Dublin nu a fost paralizată. Brigada Dublinului a efectuat 107 de atacuri în oraș în mai și 93 în iunie, ceea ce arată o scădere a activității, dar nu una dramatică. Cu toate acestea, până în iulie 1921, majoritatea unităților IRA sufereau de o lipsă cronică atât de arme, cât și de muniție, cu peste 3.000 de membri internați. De asemenea, cu toată eficiența lor în războiul de gherilă, după cum și-a amintit Richard Mulcahy, „nu erau capabili încă să alunge inamicul din altceva decât dintr-o cazarmă de poliție de dimensiuni destul de bune”.
Cu toate acestea, mulți istorici militari au ajuns la concluzia că IRA a dus un război de gherilă ucigător și eficient, care a forțat guvernul britanic să concluzioneze că IRA nu poate fi învinsă militar. Eșecul eforturilor britanice de a curăța Irlanda de gherile a fost ilustrat de evenimentele „Rusaliilor Negre” din 13–15 mai 1921. Pe 13 mai au avut loc alegeri generale pentru Parlamentul Irlandei de Sud. Sinn Féin a câștigat 124 din cele 128 de locuri ale noului parlament fără opoziție, dar membrii aleși au refuzat să-și ocupe locurile. În conformitate cu prevederile Legii Guvernării Irlandei din 1920, Parlamentul Irlandei de Sud a fost, prin urmare, dizolvat, iar autoritatea executivă și legislativă asupra Irlandei de Sud a fost efectiv transferată Lordului Locotenent (asistat de persoane desemnate de Coroană). În următoarele două zile (14–15 mai), IRA a ucis cincisprezece polițiști. Aceste evenimente au marcat eșecul complet al politicii irlandeze a guvernului de coaliție britanic — care nu a reușit nici să impună o înțelegere fără a negocia cu Sinn Féin, nici să învingă IRA.
Până la momentul armistițiului, însă, mulți lideri republicani, inclusiv Collins, erau convinși că, dacă războiul va continua mult mai mult, erau șanse ca campania IRA, așa cum era organizată atunci, să poată fi oprită. Din această cauză, s-au întocmit planuri pentru „mutarea războiului în Anglia”. IRA a reușit să-și ducă campania și pe străzile Glasgow-ului. S-a decis ca în obiectivele economice cheie, cum ar fi docurile din Liverpool, să fie detonate bombe. Unitățile însărcinate cu aceste misiuni puteau evita mai ușor capturarea, deoarece Anglia nu era sub legea marțială, iar opinia publică britanică era puțin probabil să accepte impunerea ei. Aceste planuri au fost abandonate din cauza armistițiului.

## Armistițiul: iulie-decembrie 1921

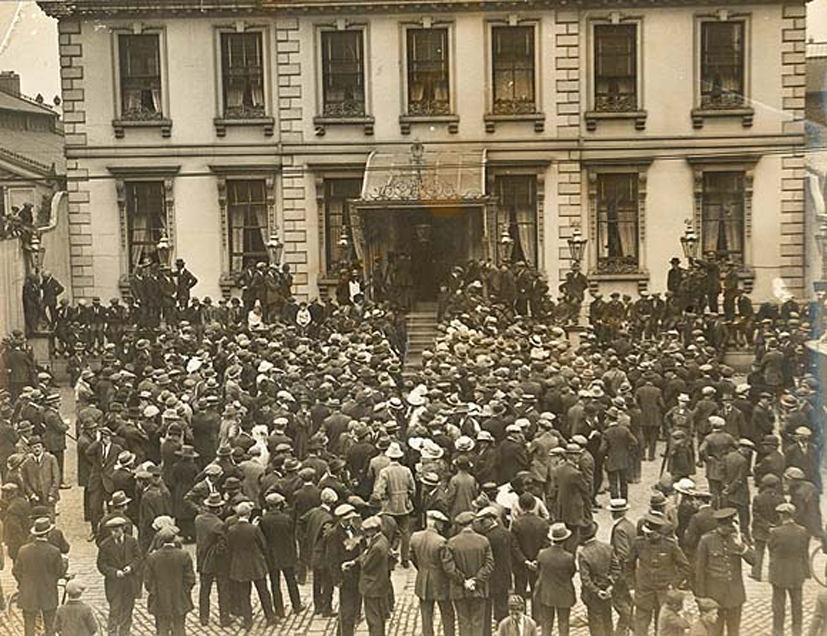
Mulțime adunată la din Dublin în zilele dinaintea armistițiului

Războiul de independență din Irlanda s-a încheiat cu un armistițiu la 11 iulie 1921. Conflictul ajunsese într-un impas. Discuțiile care păreau promițătoare anul precedent au eșuat în decembrie, pentru că prim-ministrul Regatului Unit David Lloyd George insista ca IRA să predea mai întâi armele. Noi discuții, după ce prim-ministrul a fost supus presiunii din partea lui HH Asquith și a opoziției liberale⁠(d), a Partidului Laburist și a Congresului Sindicatelor⁠(d), au fost reluate în primăvară și au dus la armistițiu. Din punctul de vedere al guvernului britanic, părea că campania de gherilă a IRA va continua la nesfârșit, cu o spirală a pierderilor umane și materiale pentru britanici. Mai important, guvernul britanic se confrunta cu critici severe în țară și în străinătate pentru acțiunile forțelor britanice din Irlanda. La 6 iunie 1921, britanicii au făcut primul gest de conciliere, punând capăt politicii de incendiere a caselor ca represalii. Pe de altă parte, liderii IRA, și în special Collins, au simțit că IRA, așa cum a fost organizată atunci, nu poate continua la nesfârșit. Fusese presat intens de desfășurarea mai multor trupe regulate britanice în Irlanda și de lipsa de arme și muniție.
Primul mare pas spre armistițiu este considerat meritul a trei persoane: regele George al V-lea; prim-ministrul Africii de Sud,⁠(d) generalul Jan Smuts; și David Lloyd George. Regele, care își făcuse bine cunoscut guvernului său nemulțumirea față de comportamentul Black and Tans din Irlanda, era nemulțumit și de discursul oficial pregătit pentru el pentru deschiderea noului Parlament al Irlandei de Nord⁠(d), creat ca urmare a împărțirii Irlandei. Prieten apropiat al regelui, Smuts i-a sugerat ca oportunitatea să fie folosită pentru a face un apel la conciliere în Irlanda. Regele i-a cerut să-și redacteze ideile pe hârtie. Smuts a pregătit o ciornă și a transmis copii regelui și lui Lloyd George. Lloyd George l-a invitat apoi pe Smuts să participe la consultări ale reuniunii cabinetului britanic privind „interesantele” propuneri pe care le primise Lloyd George, fără ca vreunul să informeze cabinetul că Smuts este autorul lor. Puși în fața susținerii acestora de către Smuts, rege și Lloyd George, miniștrii au acceptat, fără tragere de inimă, discursul planificat al regelui de „reconciliere în Irlanda”.
Discursul, ținut la Belfast pe 22 iunie, a fost bine primit la nivel universal. El făcea apel ca „toți irlandezii să se oprească, să întindă mâna toleranței și concilierii, să ierte și să uite și să se alăture pentru a înfăptui pentru pământul pe care îl iubesc o nouă eră de pace, mulțumire și bunăvoință”.
La 24 iunie 1921, cabinetul guvernului britanic de coaliție a hotărât să propună convorbiri cu liderul Sinn Féin. Liberalii și unioniștii din coaliție au convenit că o ofertă de negociere ar întări poziția guvernului în cazul în care Sinn Féin ar refuza. Austen Chamberlain, noul lider al Partidului Unionist, a spus că „ar trebui să fie dus mai departe discursul regelui, ca o ultimă încercare de pace, înainte de a merge până la capăt cu legea marțială”. Profitând de impulsul favorabil, Lloyd George i-a scris lui Éamon de Valera (drept „lider ales al marii majorități din Irlanda de Sud”) pe 24 iunie, sugerându-i o conferință. Sinn Féin a răspuns acceptând convorbirile. De Valera și Lloyd George au convenit în cele din urmă un armistițiu care era menit să pună capăt luptelor și să pregătească terenul pentru negocieri mai detaliate. Condițiile sale au fost semnate la 9 iulie și au intrat în vigoare la 11 iulie. Negocierile pentru o înțelegere au fost însă amânate cu câteva luni, deoarece guvernul britanic a continuat să insiste ca IRA să-și dezafecteze mai întâi armele, dar în cele din urmă a renunțat la această cerere. S-a convenit ca trupele britanice să rămână consemnate în cazărmi.
Majoritatea ofițerilor IRA de pe teren au interpretat armistițiul doar ca un răgaz temporar și au continuat să recruteze și să instruiască voluntari. Nici atacurile asupra RIC sau asupra armatei britanice nu au încetat cu totul. Între decembrie 1921 și februarie al anului următor, au fost înregistrate 80 de atacuri ale IRA asupra RIC, care avea să fie desființată în curând. Atacurile s-au soldat cu 12 morți. La 18 februarie 1922, unitatea IRA a lui Ernie O'Malley a atacat cazarma RIC din Clonmel, luând prizonieri 40 de polițiști și confiscând peste 600 de arme și mii de cartușe de muniție. În aprilie 1922, în uciderile de la Dunmanway⁠(d), o grupare IRA din Cork a omorât 10 localnici suspectați că sunt informatori protestanți, ca răzbunare pentru împușcarea unuia dintre oamenii lor. Cei uciși fuseseră numiți informatori în dosarele britanice capturate înainte ca armistițiul să fie semnat în luna iulie a anului precedent. Peste 100 de familii protestante au fugit din zonă după ucideri.

## Tratatul

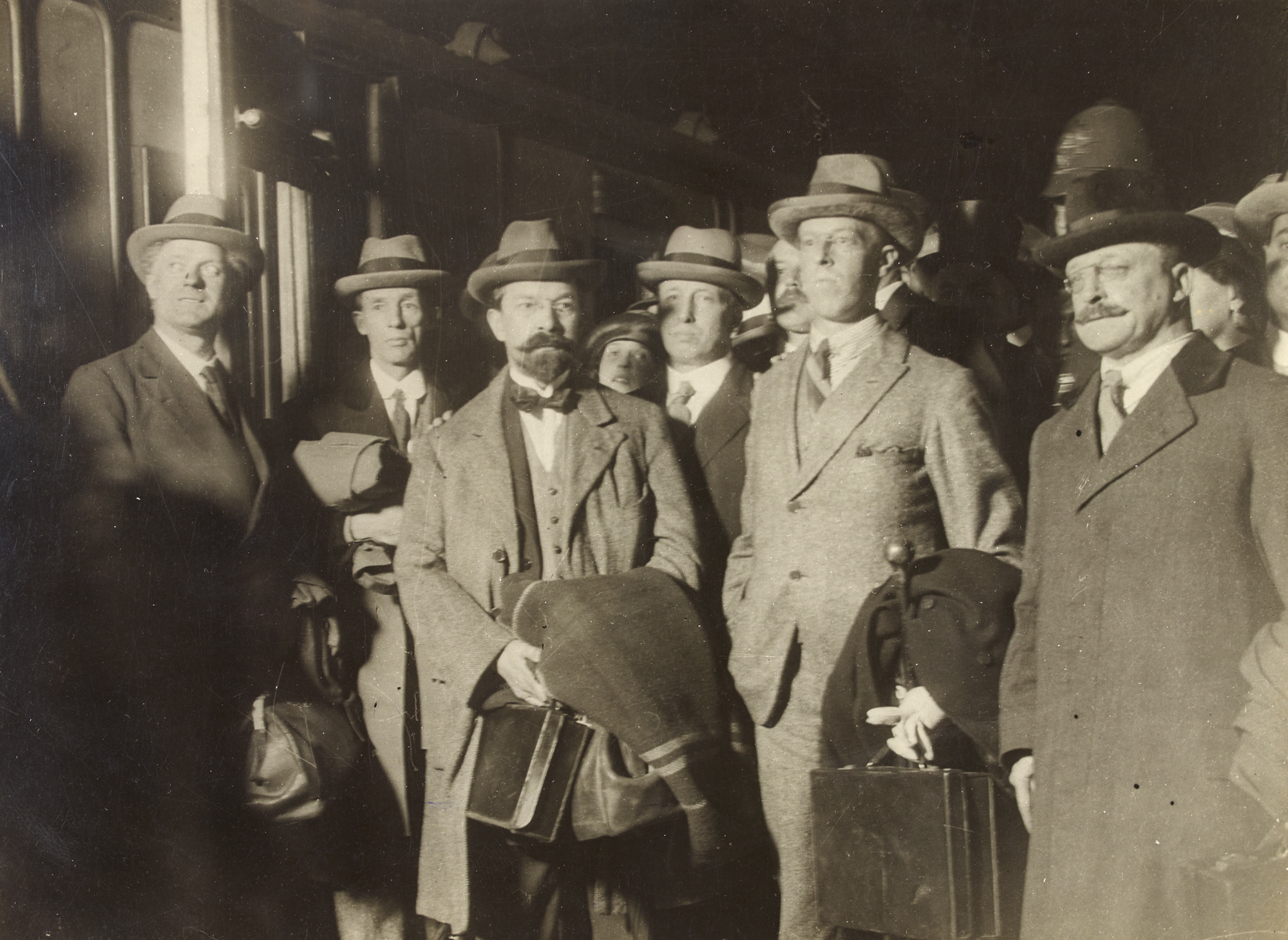
Membrii comitetului de negocieri irlandez s-au întors în Irlanda în decembrie 1921

În cele din urmă, discuțiile de pace au condus la negocierea tratatului anglo-irlandez (6 decembrie 1921), care a fost apoi ratificat în trei exemplare: de Dáil Éireann la 7 ianuarie 1922 (ceea ce i-a conferit legitimitate juridică în cadrul sistemului guvernamental al Republicii Irlandeze), de către Camera Comunelor a Irlandei de Sud⁠(d) în ianuarie 1922 (ceea ce i-a conferit legitimitate constituțională conform teoriei britanice despre cine era guvernul legal în Irlanda) și de ambele Camere ale parlamentului britanic.
Tratatul a permis Irlandei de Nord, care fusese creată prin Legea Guvernării Irlandei din 1920, să renunțe la apartenența la Statul Liber dacă dorea, ceea ce a făcut imediat, la 8 decembrie 1922, în conformitate cu procedurile prevăzute. După cum s-a convenit, a fost creată apoi o Comisie a frontierei irlandeze⁠(d) pentru a decide asupra poziției exacte a graniței între Statul Liber și Irlanda de Nord. Negociatorii republicani au înțeles că comisia va trasa granița conform majorităților naționaliste sau unioniste locale. Întrucât alegerile locale din Irlanda din 1920⁠(d) au dus la majorități clar naționaliste în comitatul Fermanagh, comitatul Tyrone, orașul Derry și în multe divizii electorale districtuale din comitatele Armagh și Londonderry (toate aflate la nord și la vest de granița „provizorie”), includerea lor în Statul Liber avea potențialul de a face ca Irlanda de Nord să devină neviabilă. Comisia a ales însă să lase frontiera neschimbată; ca un compromis, datoriile Statul Liber către Marea Britanie în temeiul Tratatului au fost șterse (vezi Divizarea Irlandei).
S-a creat un nou sistem de guvernare pentru noul Stat Liber Irlandez, deși în primul an au coexistat două guverne; un guvern al Dáilului⁠(d) condus de președintele Griffith și un guvern provizoriu⁠(d) responsabil oficial în fața Camerei Comunelor din Irlanda de Sud și numit de lordul locotenent.
Majoritatea liderilor mișcării de independență a Irlandei erau dispuși să accepte acest compromis, cel puțin pentru moment, deși mulți republicani militanți nu au fost. Majoritatea IRA dinaintea tratatului, care luptase în Războiul de Independență, în frunte cu Liam Lynch⁠(d), a refuzat să accepte tratatul și în martie 1922 a repudiat autoritatea Dáilului și noul guvern al Statului Liber, pe care l-a acuzat de trădarea idealului Republicii Irlandeze și de încălcarea jurământul de credință față de Republica Irlandeză pe care Dáilul îl instaurase la 20 august 1919. IRA antitratat a fost susținută de fostul președinte al Republicii, Éamon de Valera, și de miniștrii Cathal Brugha și Austin Stack.

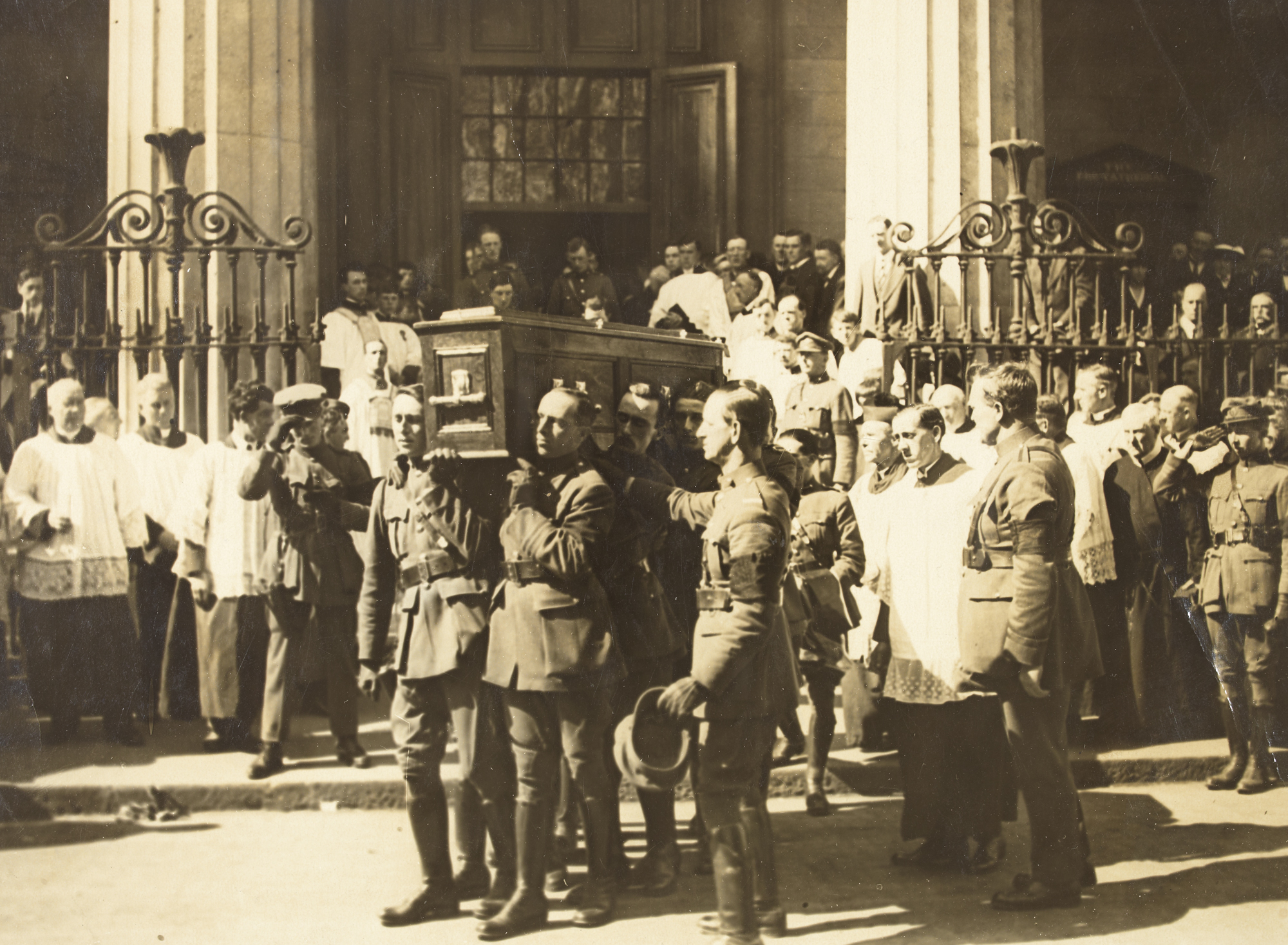
Înmormântarea lui Michael Collins, la din Dublin, august 1922

În timp ce violențele din nord erau încă în desfășurare, sudul Irlandei a devenit preocupat de scindarea dintre Dáil și IRA pe marginea tratatului. În aprilie 1922, un executiv de ofițeri IRA a repudiat tratatul și autoritatea guvernului provizoriu care fusese înființat pentru a-l pune în aplicare. Acești republicani au susținut că Dáilul nu avea dreptul de a desființa Republica Irlandeză. Un grup dur de membri IRA antitratat a ocupat mai multe clădiri publice din Dublin în efortul de a înlătura tratatul și de a relua războiul cu britanicii. Au existat o serie de confruntări armate între trupele pro- și antitratat înainte ca lucrurile să escaladeze la sfârșitul lunii iunie 1922. Disperat să pună în funcțiune noul Stat Liber Irlandez și aflat sub presiune britanică, Collins a atacat militanții antitratat din Dublin, provocând izbucnirea luptelor în toată țara.
A urmat Războiul Civil Irlandez care a durat până la mijlocul anului 1923 și a costat viața multor lideri ai mișcării de independență, în special a șefului guvernului provizoriu Michael Collins, fostului ministru Cathal Brugha și republicanilor antitratat Harry Boland, Rory O. „Connor, Liam Mellows, Liam Lynch și mulți alții: pierderile totale nu au fost niciodată evaluate, dar au fost probabil mai mari decât cele din luptele anterioare împotriva britanicilor. Președintele Arthur Griffith a murit și el în urma unei hemoragii cerebrale în timpul conflictului.
După moartea lui Griffith și Collins, WT Cosgrave⁠(d) a devenit șef al guvernului. La 6 decembrie 1922, în urma începutului legal al existenței Statului Liber Irlandez, WT Cosgrave a devenit președintele Consiliului Executiv⁠(d), primul șef recunoscut internațional al unui guvern irlandez independent.
Războiul civil s-a încheiat la mijlocul anului 1923 cu înfrângerea taberei antitratat.

## Nord-est
50–100 de decese pe km2
     100–150 de decese pe km2
     peste 150 de decese pe km2

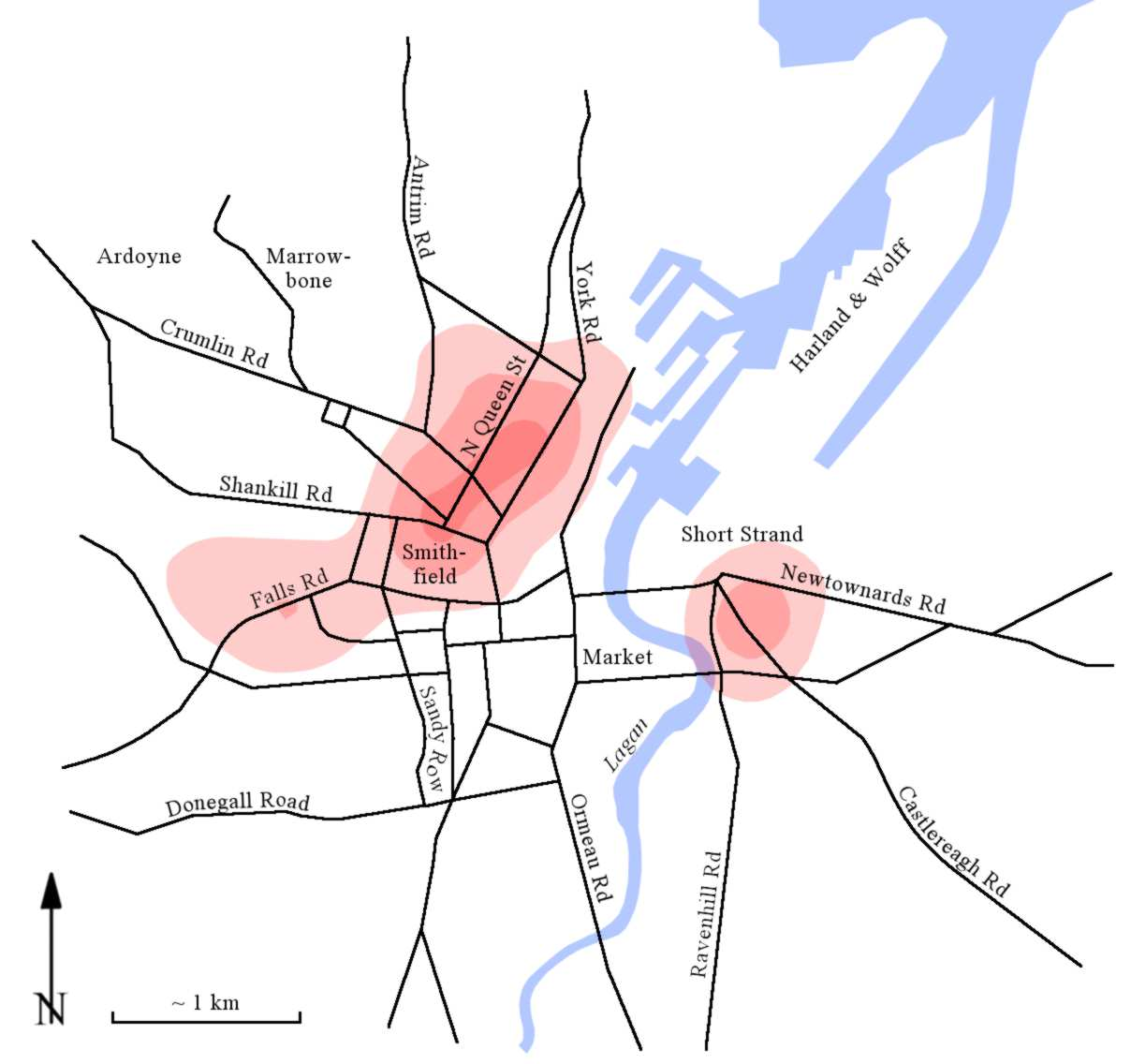
Decese în conflict în Belfast 1920–1922:
50–100 de decese pe km^{2}
100–150 de decese pe km^{2}
peste 150 de decese pe km^{2}

Conflictul din nord-est a avut un aspect sectar. În timp ce Irlanda în ansamblu avea o majoritate naționalistă și catolică irlandeză, unioniștii și protestanții⁠(d) formau o majoritate în nord-est, în mare parte datorită colonizării britanice din secolul al XVII-lea⁠(d). Acești unioniști din Ulster doreau să mențină legăturile cu Marea Britanie și nu doreau să facă parte dintr-o Irlandă independentă. Ei amenințaseră că se vor opune violent guvernării irlandeze. Guvernul britanic a propus să se rezolve această problemă prin divizarea Irlandei pe linii aproximativ politice și religioase, creând două teritorii autonome ale Regatului Unit: Irlanda de Nord și Irlanda de Sud. Naționaliștii irlandezi s-au opus, cei mai mulți dintre ei susținând Republica Irlandeză pe toată insula.
IRA a efectuat atacuri asupra forțelor britanice și în nord-est, dar a fost mai puțin activă decât în sud. Loialiștii⁠(d) protestanți au atacat comunitatea catolică ca represalii. Au fost izbucniri de violențe sectare din iunie 1920 până în iunie 1922, influențate de evenimente politice și militare. Cea mai mare parte au avut loc în orașul Belfast, în care au avut loc violențe intercomunitare⁠(d) „sălbatice și fără precedent” între protestanți și catolici. În violențele de la Belfast, Hibernienii⁠(d) au fost mai implicați de partea catolică/naționalistă decât IRA, în timp ce grupuri precum Voluntarii din Ulster au fost implicate pe partea protestantă/loialistă. Au avut loc răscoale, lupte armate și atentate cu bombă. Aproape 1.000 de case și afaceri au fost distruse, iar oamenii au fost expulzați de la locurile de muncă și din cartierele mixte. Peste 500 de oameni au fost uciși și peste 10.000 au devenit refugiați, majoritatea catolici. Armata britanică a fost desfășurată și a fost formată forța de poliție suplimentară Ulster Special Constabulary⁠(d) (USC). USC era aproape în întregime protestantă și unii dintre membrii săi au efectuat atacuri de represalii asupra catolicilor. Conflictul a continuat în Irlanda de Nord după armistițiul din iulie 1921: atât violențele intercomunitare din Belfast, cât și conflictul de gherilă din zonele rurale de graniță.
Naționaliștii irlandezi susțineau că violențele din jurul Belfastului sunt un pogrom împotriva catolicilor/naționaliștilor, deoarece catolicii reprezentau un sfert din populația orașului, dar două treimi dintre cei uciși, au suferit 80% din distrugerea de proprietăți și reprezentau 80% dintre refugiați. Istoricul Alan Parkinson spune că termenul „pogrom” este înșelător, deoarece violențele nu au fost în totalitate unilaterale și nici coordonate. Guvernul irlandez a estimat că 50.000 de oameni au părăsit Irlanda de Nord definitiv din cauza violenței și intimidărilor.

### Vara lui 1920

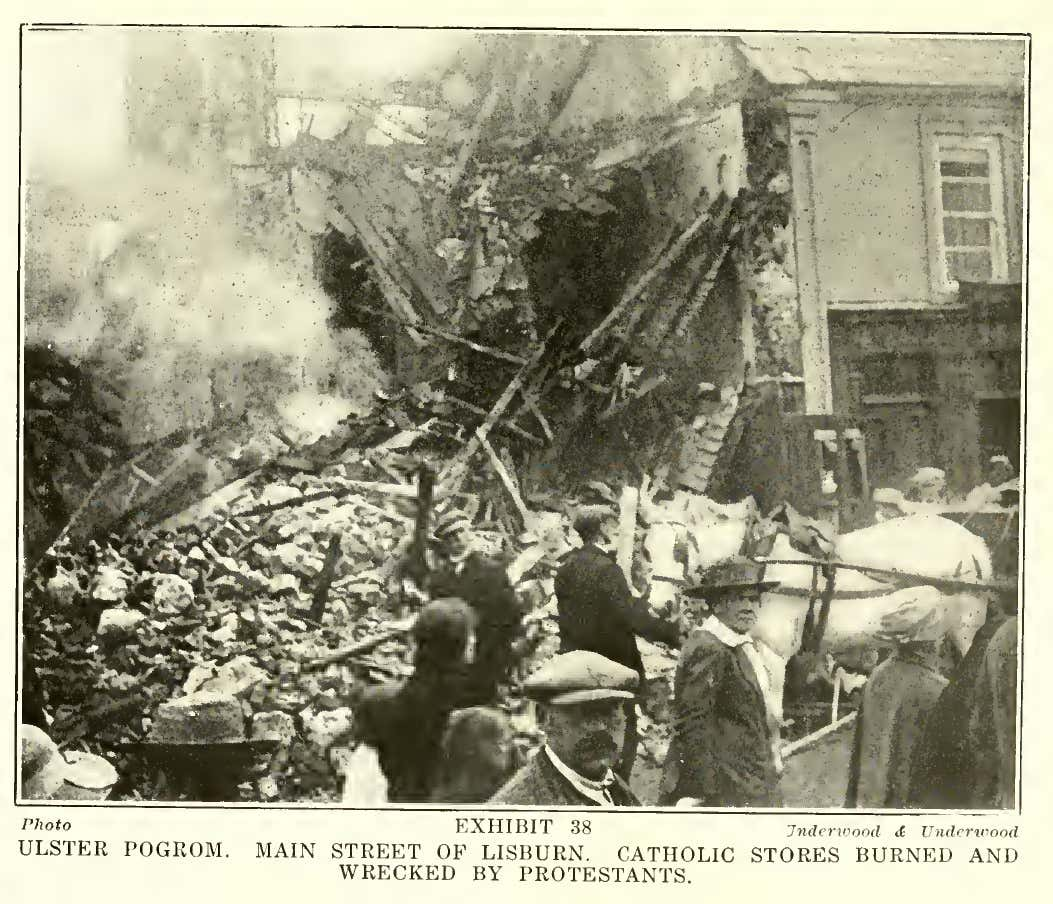
Afaceri deținute de catolici distruse de loialiști în Lisburn, august 1920.

Deși IRA era mai puțin activă în nord-est decât în sud, unioniștii din Ulster se simțeau asediați de republicani irlandezi. La alegerile locale din ianuarie și iunie 1920, naționaliștii și republicanii irlandezi au câștigat controlul asupra multor consilii locale urbane din nord, precum și asupra consiliilor de comitat din Tyrone și Fermanagh. Derry City a ales primul său primar naționalist și catolic irlandez.
Luptele au izbucnit în Derry la 18 iunie 1920 și au durat o săptămână. Casele catolice au fost atacate în zona Waterside, predominant protestantă, iar catolicii au fugit cu barca peste Foyle⁠(d) în timp ce se trăgea asupra lor. În Cityside, loialiștii au tras din cartierul Fountain înspre străzile catolice, în timp ce IRA a ocupat Colegiul St Columb și a răspuns cu foc. Cel puțin paisprezece catolici și cinci protestanți au fost uciși în violențe. În cele din urmă, 1.500 de soldați britanici au fost dislocați în Derry și au impus restricții de circulație.
La 17 iulie 1920, colonelul britanic Gerald Smyth a fost asasinat de IRA la Cork. El le-ar fi spus ofițerilor de poliție să împuște civilii care nu ascultă imediat ordinele. Smyth provenea din Banbridge, comitatul Down. Loialiștii au ripostat atacând multe case și afaceri catolice din Banbridge și expulzându-i pe catolici de la locurile lor de muncă, obligându-i pe mulți să fugă din oraș. Au existat atacuri similare în Dromore în apropiere.
Pe 21 iulie, loialiștii au alungat 8.000 de colegi „necredincioși” de la locul de muncă din șantierele navale din Belfast, toți fie catolici, fie protestanți activiști în mișcarea muncitorească⁠(d). Unii au fost atacați cu brutalitate, în parte ca răspuns la acțiunile recente ale IRA și în parte din cauza concurenței pentru locurile de muncă din cauza șomajului ridicat. Acțiunea a fost alimentată de retorica politicienilor unioniști. În discursul său din 12 iulie, Edward Carson a cerut loialiștilor să ia lucrurile în propriile mâini și a pus republicanismul în legătură cu socialismul și cu Biserica Catolică. Expulzările au declanșat revolte sectare violente în Belfast, iar trupele britanice au folosit mitraliere pentru a-i dispersa pe răsculați. Până la sfârșitul zilei, unsprezece catolici și opt protestanți au fost uciși și sute de oameni au fost răniți. Muncitorii catolici au fost alungați curând din toate fabricile importante din Belfast. Ca răspuns, Dáilul a aprobat „Boicotul Belfastului”, prin care erau boicotate întreprinderile și băncile deținute de unioniști în oraș. A fost pus în aplicare de IRA, care a oprit trenurile și camioanele și a distrus mărfuri.
La 22 august, IRA l-a asasinat pe inspectorul RIC Oswald Swanzy în timp ce părăsea biserica din Lisburn. Swanzy fusese implicat în uciderea primarului Corkul, Tomás Mac Curtain. Pentru răzbunare, loialiștii au incendiat și au jefuit sute de afaceri și case ale catolicilor din Lisburn, obligând mulți catolici să fugă. Drept urmare, Lisburn a fost primul oraș care a recrutat polițiști speciali. După ce unii dintre ei au fost acuzați de revolte, colegii lor au amenințat că vor demisiona și nu au fost urmăriți penal.

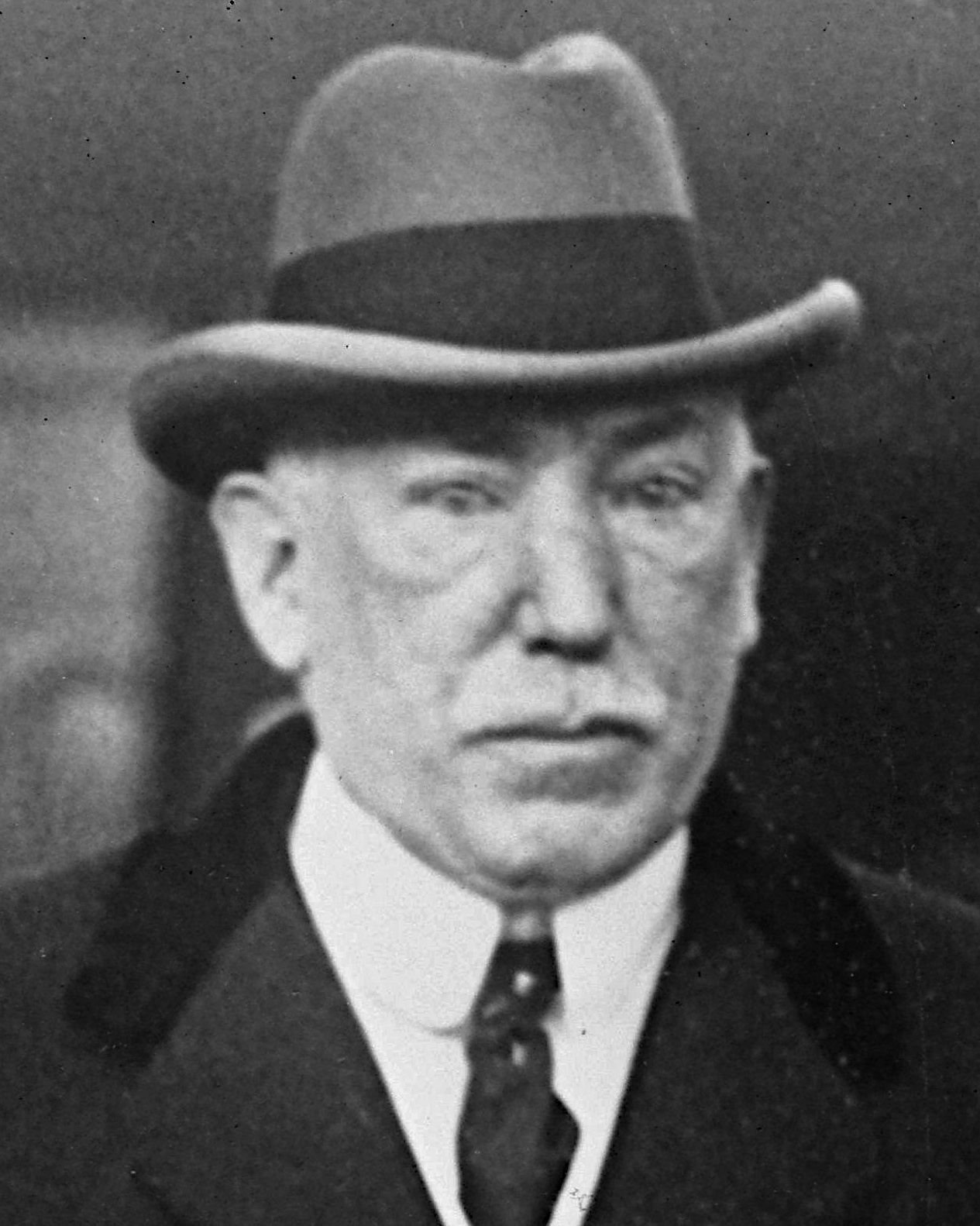
Liderul unionist.

În septembrie, liderul unionist James Craig⁠(d) a scris guvernului britanic cerând să se recruteze o poliție specială⁠(d) din rândurile voluntarilor din Ulster. El a avertizat: „Liderii loialiști simt acum că situația este atât de disperată încât, dacă guvernul nu va lua măsuri imediate, ar putea fi recomandabil pentru ei să vadă ce pași pot fi întreprinși către un sistem de represalii organizate împotriva rebelilor”. USC a fost înființată în octombrie și, în cuvintele istoricului Michael Hopkinson, „a reprezentat un UVF aprobat oficial”.

### Primăvara-vara lui 1921

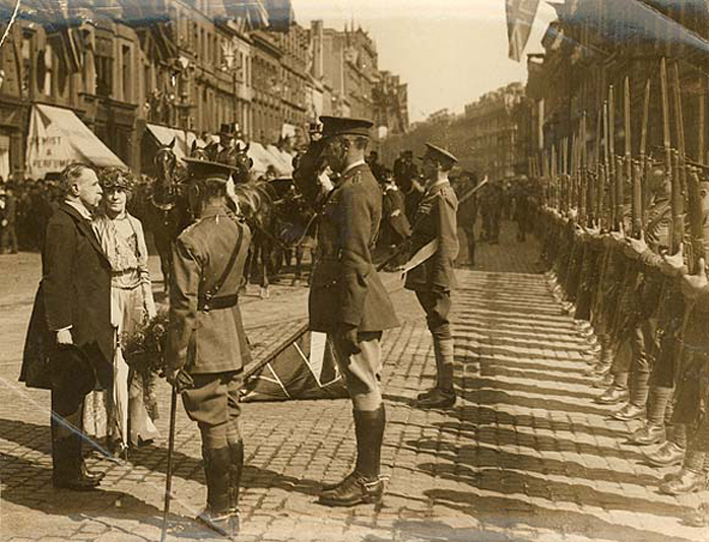
Lordul locotenent inspectează trupele în fața Primăriei Belfastului în ziua în care parlamentul Irlandei de Nord s-a întrunit pentru prima dată.

După o încetinire a violențelor în nord, conflictul de acolo s-a intensificat din nou în primăvara anului 1921. În februarie, ca represalii pentru împușcarea unui polițist special, oameni din USC și UVF au incendiat zece case ale catolicilor și o casă a unui preot în Rosslea, comitatul Fermanagh. Luna următoare, IRA a atacat casele a șaisprezece polițiști speciali din districtul Rosslea, ucigând trei și rănindu-i pe alții.
Legea de împărțire a intrat în vigoare la 3 mai 1921. În acea lună, James Craig s-a întâlnit în secret cu Éamon de Valera la Dublin. Ei au discutat despre posibilitatea unui armistițiu în Ulster și a unei amnistii pentru prizonieri. Craig a propus un compromis de independență limitată pentru Sud și autonomie pentru Nord în cadrul Regatului Unit. Discuțiile nu au avut rezultat și violențele din Nord au continuat. Pe 24 mai au avut loc alegerile pentru parlamentul din Nord, în care unioniștii au câștigat cele mai multe locuri. Parlamentul de acolo s-a întrunit pentru prima dată pe 7 iunie și a format un guvern devoluat,0 condus de Craig. Membrii republicani și naționaliști au refuzat să participe. Regele George al V-lea a vorbit la ceremonia de deschidere a parlamentului din Nord pe 22 iunie. A doua zi, un tren care transporta escorta armată a regelui, al Regimentul 10 Husari Regali⁠(d), a fost deraiat de o bombă IRA la Adavoyle, comitatul Armagh. Cinci soldați și un paznic de tren au fost uciși, la fel și cincizeci de cai. Un trecător civil a fost împușcat și el de soldații britanici.
Loialiștii au condamnat armistițiul ca fiind o „vânzare” către republicani. Pe 10 iulie, cu o zi înainte de începerea încetării focului, poliția a lansat un raid împotriva republicanilor din vestul Belfastului. IRA i-a prins în ambuscadă pe strada Raglan, ucigând un ofițer. Aceasta a declanșat o zi de violențe cunoscută sub numele de Duminica Sângeroasă din Belfast⁠(d). Loialiștii protestanți au atacat enclavele catolice din vestul Belfastului, incendiind case și afaceri. Aceasta a condus la ciocniri sectare între protestanți și catolici și lupte armate între polițiști și naționaliști. USC ar fi mers cu mașina prin enclave catolice trăgând fără discernământ. Douăzeci de persoane au fost ucise sau rănite mortal (inclusiv doisprezece catolici și șase protestanți) înainte ca armistițiul să înceapă la prânz pe 11 iulie. După ce armistițiul a intrat în vigoare, USC a fost demobilizată (iulie–noiembrie 1921). Golul lăsat de USC demobilizată a fost umplut de grupuri de justițiari loiali și de un UVF reînviat.
Au existat noi focare de violență în Belfast și după armistițiu. Douăzeci de oameni au fost uciși în lupte de stradă și asasinate între 29 august și 1 septembrie 1921, și alți treizeci au fost uciși în perioada 21–25 noiembrie. Loialiștii au început să arunce cu bombe la întâmplare pe străzile catolice, iar IRA a răspuns bombardând tramvaiele care transportau muncitori protestanți.

### La începutul anului 1922
În ciuda acceptării de către Dáil a tratatului anglo-irlandez în ianuarie 1922, care a confirmat existența viitoare a Irlandei de Nord, au existat ciocniri între IRA și forțele britanice de-a lungul noii granițe de la începutul anului 1922. Parțial, aceasta a reflectat punctul de vedere al lui Collins conform căruia tratatul este o „treaptă”, și nu un acord final. În acea lună, Collins a devenit șeful noului guvern provizoriu irlandez și a fost fondată Armata Națională Irlandeză⁠(d), deși IRA a continuat să existe.
În ianuarie 1922, membrii echipei de fotbal irlandez Monaghan⁠(d) au fost arestați de poliția nordică în drum spre un meci din Derry. Între aceștia se numărau și voluntari IRA care intenționau să elibereze prizonierii IRA din închisoarea de la Derry. Ca răspuns, în noaptea de 7–8 februarie, unități IRA au trecut granița și au capturat aproape cincizeci de polițiști speciali și loialiști de marcă din Fermanagh și Tyrone. Ei urmau să fie ținuți ca ostatici pentru a fi schimbați cu prizonierii de la Monaghan. Mai mulți voluntari IRA au fost capturați în timpul raidurilor. Această operațiune a fost aprobată de Michael Collins, Richard Mulcahy, Frank Aiken și Eoin O'Duffy. Autoritățile din Irlanda de Nord au răspuns prin blocarea mai multor drumuri transfrontaliere.
În februarie și martie 1922, violențele din Nord a atins cote nemaivăzute până atunci. Între 11 februarie și 31 martie, 51 de catolici au fost uciși și 115 răniți; de cealaltă parte au fost uciși 32 de protestanți și 86 au fost răniți. La 11 februarie, voluntarii IRA au oprit un grup de polițiști speciali înarmați la gara Clones, comitatul Monaghan. Unitatea USC călătorea cu trenul de la Belfast la Enniskillen (ambele destinații din Irlanda de Nord), dar guvernul provizoriu nu știa că forțele britanice vor trece pe teritoriul său. IRA a cerut specialilor să se predea pentru audieri, dar unul dintre ei a împușcat un sergent IRA. Aceasta lucru a declanșat un schimb de focuri în care patru speciali au fost uciși și mai mulți răniți. Alți cinci au fost capturați. Incidentul amenința să declanșeze o confruntare majoră între Nord și Sud, iar guvernul britanic a suspendat temporar retragerea trupelor britanice din Sud. S-a înființat comisia de frontieră care să medieze în eventualele viitoare dispute la frontieră, dar aceasta a avut prea puține realizări.
La 18 martie, poliția nordică a efectuat un raid la sediul IRA din Belfast, confiscând arme și liste de voluntari IRA. Guvernul provizoriu a condamnat aceasta ca o încălcare a armistițiului. În următoarele două săptămâni, IRA a efectuat și ea raiduri la mai multe cazărmi de poliție din nord, a omorât mai mulți polițiști și a capturat cincisprezece.
Pe 24 martie, șase catolici au fost împușcați de polițiști speciali care au pătruns în casa familiei McMahon. Aceasta a fost o răzbunare pentru uciderea a doi polițiști de către IRA. O săptămână mai târziu, încă șase catolici au fost uciși de speciali într-un alt atac de răzbunare, cunoscut sub numele de masacrul din strada Arnon⁠(d).
Winston Churchill aranjase o întâlnire între Collins și James Craig pe 21 ianuarie și boicotul din sud al mărfurilor din Belfast a fost ridicat, dar apoi reimpus după câteva săptămâni. Cei doi lideri au avut noi întâlniri, dar în ciuda unei declarații comune conform căreia „pacea este declarată” la 30 martie, violențele au continuat.

### Vara lui 1922: Ofensiva din Nord
În mai 1922, IRA a lansat o ofensivă în Nord⁠(d), susținută în secret de Collins, șeful guvernului provizoriu irlandez. La acel moment, IRA era deja împărțită în raport cu tratatul anglo-irlandez, dar au fost implicate atât unități pro-, cât și antitratat. Unele arme trimise de britanici pentru a înarma Armata Națională au fost de fapt date unităților IRA, iar armele lor trimise în Nord. Cu toate acestea, ofensiva a fost un eșec. Un raport al Brigăzii IRA din Belfast de la sfârșitul lunii mai a concluzionat că continuarea ofensivei este „zadarnică și prostească” și ar „lăsa populația catolică la mila specialilor”.
La 22 mai, după asasinarea parlamentarului unionist din West Belfast William Twaddell, guvernul Nordului a introdus internarea și 350 de membri ai IRA au fost arestați la Belfast, paralizând organizația de acolo. Cea mai mare ciocnire a ofensivei IRA a fost bătălia de la Pettigo și Belleek, care s-a încheiat când trupele britanice au folosit artileria pentru a îndepărta aproximativ 100 de voluntari IRA din satele de graniță Pettigo și Belleek, ucigând trei dintre aceștia. Aceasta a fost ultima confruntare majoră dintre IRA și forțele britanice în perioada revoluționară. Ciclul violenței sectare din Belfast a continuat însă. În mai, 75 de persoane au fost ucise la Belfast și alte 30 în iunie. Câteva mii de catolici au fugit de violențe și s-au refugiat la Glasgow și Dublin. La 17 iunie, ca răzbunare pentru uciderea a doi catolici de către speciali, unitatea IRA a lui Frank Aiken a ucis șase civili protestanți în Altnaveigh, în sudul Armagh-ului. În ambuscadă au fost uciși și trei speciali.
Collins l-a considerat pe feldmareșalul Sir Henry Wilson, deputat de North Down, responsabil pentru atacurile asupra catolicilor din nord și este posibil să fi fost în spatele asasinatului său în iunie 1922, deși nu s-a dovedit cine a ordonat împușcarea acestuia. Evenimentul a contribuit la declanșarea Războiului Civil Irlandez. Winston Churchill a insistat după uciderea lui Wilson ca Collins să ia măsuri împotriva IRA antitratat, pe care o considera responsabilă. Izbucnirea Războiului Civil din Sud a pus capăt violențelor din Nord, deoarece războiul a demoralizat IRA din Nord și a deturnat organizația de la problema divizării insulei. Statul Liber Irlandez a pus capăt pe tăcute politicii lui Collins de acțiune armată sub acoperire în Irlanda de Nord.
Violențele din nord s-au încheiat până la sfârșitul anului 1922.

## Detenția
Lagărul de internare Ballykinlar a fost primul lagăr de internare în masă din Irlanda în timpul Războiului de Independență al Irlandei, în care se aflau aproape 2.000 de oameni. Ballykinlar a dobândit o reputație de brutalitate: trei deținuți au fost împușcați și cinci au murit din cauza maltratărilor. La închisoarea HM Crumlin Road din Belfast, închisoarea comitatului Cork și închisoarea Mountjoy din Dublin, unii dintre deținuții politici au intrat în greva foamei. În 1920, doi republicani irlandezi au murit în urma grevelor foamei — Michael Fitzgerald la 17 octombrie 1920 și Joe Murphy la 25 octombrie 1920.

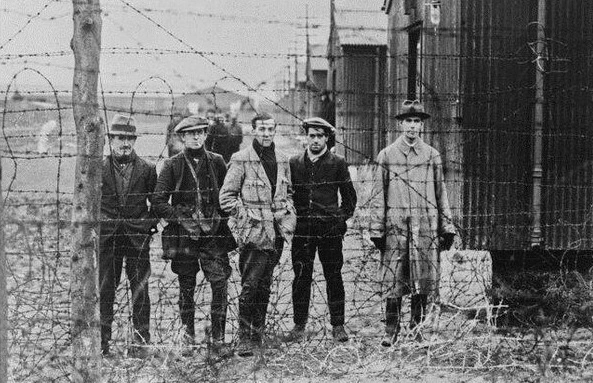
Republicani irlandezi internați în lagărul de la Ballykinlar 1920

Condițiile în timpul internării nu erau bune — în anii 1920, nava HMS Argenta⁠(en)[traduceți] a fost ancorată în Belfast Lough și folosită ca navă închisoare pentru reținerea republicanilor irlandezi de către guvernul britanic după Duminica Sângeroasă. Îngrămădiți sub punți în cuști care țineau câte 50 de internați, deținuții au fost forțați să folosească toalete sparte care se revărsau frecvent în zona lor comună. În lipsa meselor, oameni deja slăbiți mâncau de pe jos, cedând frecvent bolilor. Au existat mai multe greve ale foamei pe Argenta, inclusiv o grevă majoră care a implicat peste 150 de oameni în iarna lui 1923.

## Uciderea presupușilor spioni
În ultimele decenii, s-a atras atenția asupra uciderii de către IRA a civililor din Sud, despre care ei pretindeau că erau informatori. Câțiva istorici, în special Peter Hart, au susținut că cei uciși în acest mod erau adesea considerați doar „dușmani”, nu informatori dovediți. Deosebit de vulnerabili, se argumentează, erau protestanții, foștii soldați și vagabonzii. „Nu a fost doar (sau măcar în principal) o chestiune de spionaj, spioni și vânători de spioni, a fost un război civil între și în interiorul comunităților”. Ideea că sectarismul a fost un factor în majoritatea crimelor a fost criticată, istorici de alte opinii susținând că victimele protestante au fost ucise pentru rezistența lor față de obiectivele republicane, nu pentru credințele lor religioase.
Trupurile victimelor au fost adesea desfigurate și lăsate cu semne care pretindeau că sunt spioni, revendicau responsabilitatea și/sau descurajau acțiuni similare. Părul le era îndepărtat cu forța, femeile erau mai des desfigurate decât ucise, în schimb erau însemnate ca presupuse trădătoare.

## Războiul de propagandă

Simbolul Republicii:Tricolorul irlandez care datează de la rebeliunea din 1848

Un simbol al stăpânirii britanice:Stindardul Lordului Locotenent, folosind drapelul uniunii creat în conformitate cu

O altă caracteristică a războiului a fost folosirea propagandei de către ambele părți.
Guvernul britanic a strâns materiale despre legătura dintre Sinn Féin și Rusia Sovietică, într-o încercare nereușită de a prezenta Sinn Féin drept mișcare cripto-comunistă. 
Ierarhia Bisericii Catolice a criticat violența de ambele părți, dar mai ales pe cea a IRA, continuându-și lunga tradiție de condamnare a republicanismului militant. Episcopul de Kilmore, Patrick Finegan⁠(d), a spus: „Orice război... pentru a fi drept și legal⁠(d) trebuie să fie susținut de o speranță bine întemeiată de succes. Ce speranță de succes aveți împotriva forțelor puternice ale Imperiului Britanic? Niciuna... absolut niciuna și dacă este ilegal, orice viață luată în urma ei este crimă.” Thomas Gilmartin, Arhiepiscopul de Tuam, a emis o scrisoare în care spunea că cei din IRA care au luat parte la ambuscade „au încălcat pacea lui Dumnezeu, și suferă vinovăția păcatului uciderii”. Guvernul britanic a insistat pe căi diplomatice să obțină o condamnare a rebeliunii din partea Sfântului Scaun. Cu toate acestea, în mai 1921, Papa Benedict al XV-lea a surprins guvernul când a emis o scrisoare prin care îi îndemna pe „englezi, precum și pe irlandezi să se gândească cu calm... la unele mijloace de înțelegere reciprocă”.  Guvernul a declarat că acest comentariu „pun Guvernul Majestății Sale pe picior de egalitate cu o bandă de criminali irlandezi”.
Desmond FitzGerald⁠(d) și Erskine Childers⁠(d) au activat în acest domeniu, producând Irish Bulletin⁠(d), care detalia atrocitățile forțelor guvernamentale, pe care ziarele irlandeze și britanice nu voiau sau nu puteau să le acopere. A fost tipărită în secret și distribuită în toată Irlanda, precum și agențiilor internaționale de presă și politicienilor europeni și americani, și chiar celor britanici care simpatizau cu cauza lor.

Războiul militar a făcut ca cea mai mare parte a Irlandei să fie neguvernabilă de la începutul anului 1920, dar de fapt nu a îndepărtat complet forțele britanice de nicăieri. Succesul campaniei de propagandă a Sinn Féinului a redus opțiunile guvernului britanic de a adânci conflictul; existau îngrijorări în special pentru efectul pe care l-ar putea avea asupra relațiilor cu SUA, unde grupuri precum Comitetul American pentru Ajutorarea Irlandei⁠(d) aveau atât de mulți membri de marcă. Cabinetul britanic nu căutase războiul care se dezvoltase din 1919. Până în 1921, unul dintre membrii săi, Winston Churchill, reflecta:
„Ce alternativă exista? Să aruncăm un mic colț al imperiului într-o represiune de fier, care nu poate fi impusă fără un amestec de omoruri și contraomoruri.... Doar autoconservarea națională ar putea justifica o asemenea politică, și nicio persoană rezonabilă nu putea spune că era vorba de autoconservare.”

## Victime

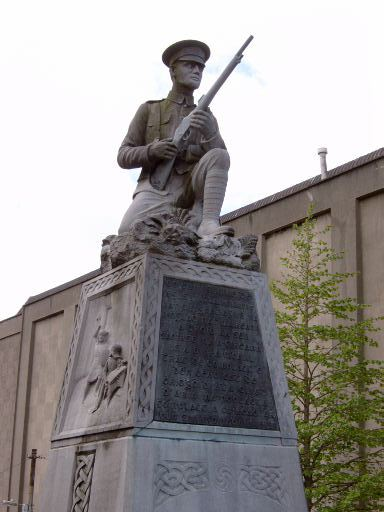
Monumentul luptătorilor IRA în, Dublin

Potrivit The Dead of the Irish Revolution, 2.346 de persoane au fost ucise sau au murit în urma conflictului. Aceasta numără și un număr mic de decese dinainte și de după război, din 1917 până la semnarea tratatului la sfârșitul anului 1921. Dintre cei uciși, 919 erau civili, 523 erau personal de poliție, 413 erau militari britanici și 491 erau voluntari IRA (deși o altă sursă indică 550 de morți din IRA). Aproximativ 44% dintre aceste decese ale armatei britanice au fost prin misadventure (cum ar fi împușcări accidentale, inclusiv friendly fire) și sinucideri în timpul serviciului activ, la fel ca 10% din pierderile poliției și 14% din pierderile IRA. Aproximativ 36% din personalul de poliție care a murit erau persoane născute în afara Irlandei. 
Cel puțin 557 de persoane au fost ucise în violențe politice în ceea ce a devenit Irlanda de Nord între iulie 1920 și iulie 1922. Multe dintre aceste morți au avut loc după armistițiul care a pus capăt luptelor din restul Irlandei. Dintre aceste decese, între 303 și 340 au fost civili catolici, între 172 și 196 au fost civili protestanți, 82 au fost personal de poliție (38 RIC și 44 USC), iar 35 au fost voluntari IRA. Cele mai multe violențe au avut loc la Belfast: cel puțin 452 de persoane au fost ucise acolo – 267 de catolici și 185 de protestanți.

## Evacuarea postbelică a forțelor britanice

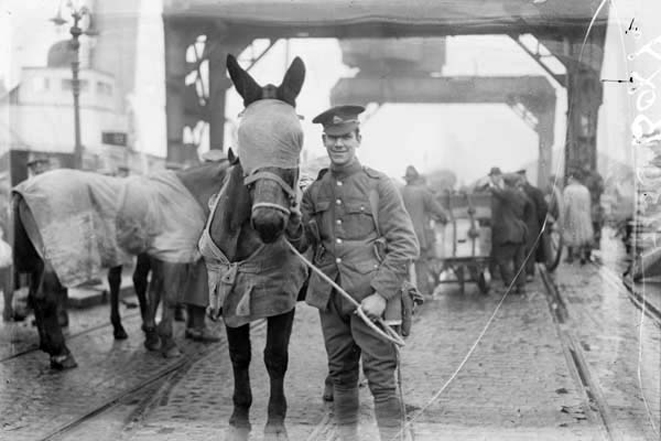
Soldații unui regiment de cavalerie britanic părăsind Dublinul în 1922

Până în octombrie 1921, armata britanică din Irlanda număra 57.000 de oameni, împreună cu 14.200 de polițiști RIC și aproximativ 2.600 de auxiliari și Black and Tans. Îndelung planificata evacuare din zeci de cazărmi din ceea ce armata numea „Irlanda de Sud” a început la 12 ianuarie 1922, în urma ratificării tratatului și a durat aproape un an, fiind organizată de generalul Nevil Macready⁠(d). A fost o operațiune logistică uriașă, dar în decursul unei luni Castelul Dublin⁠(d) și Cazărmile Beggars Bush⁠(d) au fost transferate guvernului provizoriu. RIC a defilat ultima dată pe 4 aprilie și a fost desființat oficial pe 31 august. Până la sfârșitul lunii mai, forțele rămase au fost concentrate la Dublin, Cork⁠(d) și Kildare⁠(d). Tensiunile care aveau să ducă la Războiul Civil Irlandez erau evidente la acea dată și evacuarea a fost suspendată. Până în noiembrie, aproximativ 6.600 de soldați au rămas în Dublin în 17 alte locații. În cele din urmă, pe 17 decembrie 1922, Cazarma Regală⁠(d) (acum care găzduiește colecțiile Muzeului Național al Irlandei⁠(d)) a fost transferată generalului Richard Mulcahy și garnizoana s-a îmbarcat în Portul Dublin în acea seară.

## Compensații
În mai 1922, cu acordul guvernului provizoriu irlandez, guvernul britanic a înființat o comisie prezidată de Lord Shaw de Dunfermline⁠(d) pentru a examina cererile de despăgubire pentru daune materiale cauzate între 21 ianuarie 1919 și 11 iulie 1921. Legea din 1923 privind daunele asupra proprietății din Statul Liber Irlandez prevedea că numai Comisia Shaw, și nu legile privind prejudiciul penal, puteau fi utilizate pentru a solicita despăgubiri. Inițial, guvernul britanic plătea revendicările din partea unioniștilor, iar guvernul irlandez pe cele ale naționaliștilor; revendicările părților „neutre” erau împărțite. După desființarea în 1925 a Comisiei de Frontieră a Irlandei, guvernele Regatului Unit, Statului Liber și Irlandei de Nord au negociat revizuiri ale tratatului din 1921; Statul Liber a încetat să mai contribuie la plata datoriei naționale a Regatului Unit, dar a preluat întreaga responsabilitate pentru compensarea daunelor de război, fondul crescând cu 10% în 1926. Comisia de compensare (Irlanda) a funcționat până în martie 1926, procesând mii de cereri.

## Rolul femeilor în război

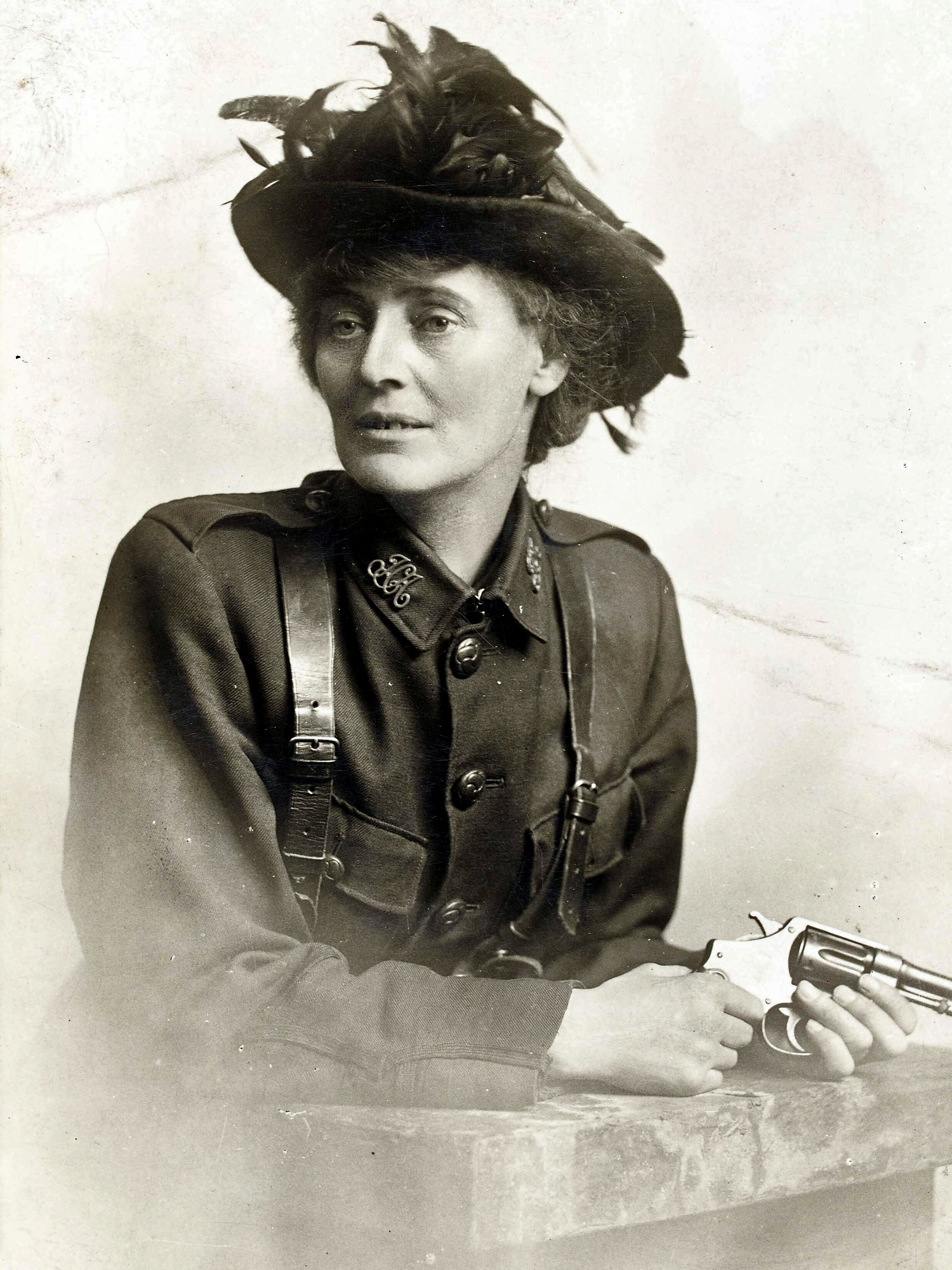
Constance Markievicz a fost membră a Armatei Cetățenești Irlandeze și a luptat în Rebeliunea de Paști. În 1919 a fost numită în Guvernul Republicii Irlandeze

Deși majoritatea luptelor au fost purtate de bărbați, femeile au jucat un rol substanțial de sprijin în Războiul de Independență al Irlandei. Înainte de Rebeliunea de Paști din 1916, multe femei naționaliste irlandeze se reuniseră prin organizații care luptau pentru dreptul femeilor la vot⁠(d), cum ar fi Irish Women’s Franchise League. Armata Cetățeneasca Irlandeză, de orientare republicană și socialistă, promova egalitatea de gen și multe dintre aceste femei, inclusiv Constance Markiewicz, Madeleine ffrench-Mullen⁠(d) și Kathleen Lynn⁠(d), s-au alăturat grupului. În 1914, grupul paramilitar format exclusiv din femei Cumann na mBan a fost organizat ca o auxiliară a Voluntarilor Irlandezi. În timpul Rebeliunii de Paști, unele femei au participat la lupte și au transmis mesaje între posturile Voluntarilor Irlandezi pe sub focul trupelor britanice. După înfrângerea rebelilor, Éamon de Valera s-a opus participării femeilor la lupte și acestea s-au limitat la roluri secundare.
În timpul conflictului, femeile au ascuns voluntarii IRA căutați de britanici, au îngrijit voluntari răniți și au adunat bani pentru a ajuta prizonierii republicani și familiile lor. Cumann na mBan s-a angajat într-o muncă sub acoperire pentru a anula efortul de război britanic. Au adus arme, muniție și bani de contrabandă către IRA; Kathleen Clarke⁠(d) a transportat pe ascuns aur în valoare de 2.000 de lire sterline de la Limerick la Dublin pentru Collins. Pentru că adăposteau bărbați căutați, multe femei au fost supuse din partea forțelor britanice la raiduri în casele lor, uneori fiind raportate, dar nu confirmate, acte de violență sexuală. Se estimează că în timpul războiului existau între 3.000 și 9.000 de membre în Cumann na mBan, iar în 1921 existau 800 de filiale pe toată insula. Se estimează că mai puțin de 50 de femei au fost închise de britanici în timpul războiului.

## Memorial
Un memorial numit Grădina Amintirii⁠(d) a fost ridicat la Dublin în 1966, la cea de-a cincizecea aniversare a Rebeliunii de Paști. Data semnării armistițiului este comemorată ca Ziua Națională de Comemorare⁠(d), o zi de aducere aminte pentru toți irlandezii care au luptat în războaie în diferite armate (de exemplu, unitățile irlandeze care luptau în armata britanică în 1916 la bătălia de la Somme).
Ultimul supraviețuitor al conflictului, Dan Keating⁠(d) (din IRA), a murit în octombrie 2007, la vârsta de 105 ani.